# Bologna
Bologna [boˈlɔnja, italienisch boˈloɲːa] (lateinisch Bononia) ist eine italienische Universitätsstadt und die Hauptstadt der Metropolitanstadt Bologna sowie der Region Emilia-Romagna. Die Großstadt ist mit 390.098 Einwohnern (Stand: 31. Dezember 2023) die siebtgrößte italienische Stadt und ein bedeutender nationaler Verkehrsknotenpunkt.

## Lage und Einwohner

### Lage

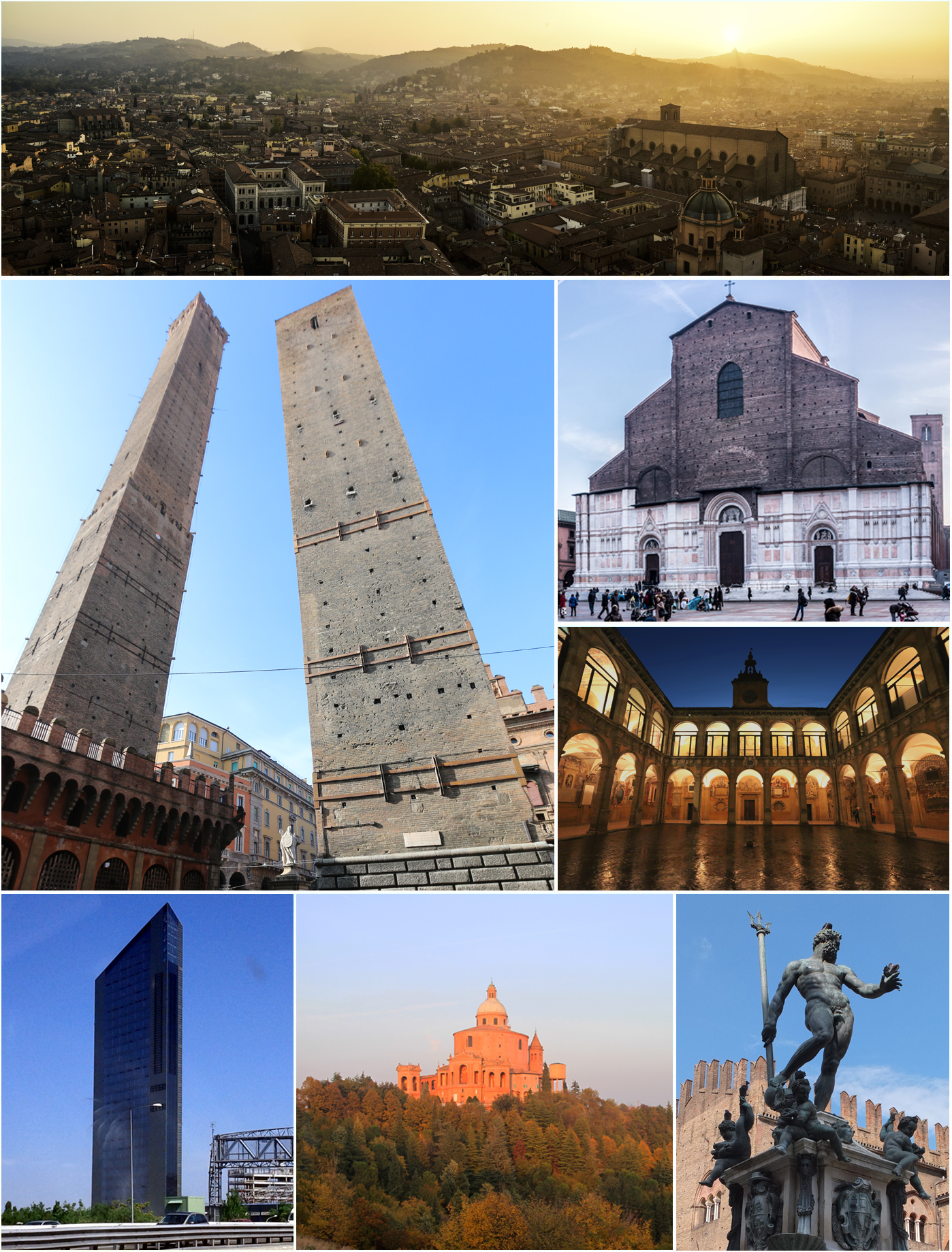

Bologna liegt am südlichen Rand der Po-Ebene am Fuße des Apennin, zwischen den Flüssen Reno und Savena in Norditalien. Die Flussläufe und Kanäle in der Stadt wurden im Verlaufe der Stadtentwicklung aus sanitären Gründen fast vollständig überbaut. Die durch Bologna fließenden Gewässer sind der Canale di Reno, der Canale di Savena und der Aposa; sie werden nördlich des Stadtzentrums zum Navile zusammengefasst. Damit wird dem Canale di Savena ein Teil des Wassers entzogen; der nachfolgende Flussarm heißt entsprechend Savena abbandonato („aufgegebener Savena“). In den westlichen Stadtteilen verläuft zudem der Ravone, der sich weiter östlich mit dem Reno vereint. Das Adriatische Meer befindet sich ca. 60 Kilometer östlich der Stadt.

### Klima
|                       | Jan  | Feb  | Mär  | Apr  | Mai  | Jun  | Jul  | Aug  | Sep  | Okt  | Nov  | Dez  |   |       |
| Mittl. Tagesmax. (°C) | 4,8  | 8,2  | 13,4 | 17,8 | 22,7 | 26,8 | 29,9 | 29,2 | 25,3 | 18,9 | 11,1 | 5,9  | ⌀ | 17,9  |
| Mittl. Tagesmin. (°C) | −1,5 | 0,8  | 3,9  | 7,6  | 11,8 | 15,6 | 18,2 | 17,9 | 14,8 | 10,1 | 4,3  | −0,3 | ⌀ | 8,6   |
|                       |      |      |      |      |      |      |      |      |      |      |      |      |   |       |
| Niederschlag (mm)     | 42,9 | 44,9 | 60,4 | 67,0 | 65,0 | 52,6 | 42,8 | 57,9 | 61,0 | 71,6 | 81,3 | 61,0 | Σ | 708,4 |
|                       |      |      |      |      |      |      |      |      |      |      |      |      |   |       |
| Sonnenstunden (h/d)   | 2,5  | 3,4  | 4,9  | 5,8  | 7,4  | 8,5  | 9,4  | 8,4  | 6,7  | 4,8  | 2,7  | 2,4  | ⌀ | 5,6   |
|                       |      |      |      |      |      |      |      |      |      |      |      |      |   |       |
| Regentage (d)         | 6,6  | 6,0  | 7,7  | 7,2  | 7,7  | 6,6  | 4,5  | 5,7  | 5,0  | 6,6  | 8,1  | 6,8  | Σ | 78,5  |
|                       |      |      |      |      |      |      |      |      |      |      |      |      |   |       |
| Luftfeuchtigkeit (%)  | 83   | 78   | 70   | 71   | 69   | 68   | 65   | 66   | 69   | 76   | 84   | 84   | ⌀ | 73,6  |

| −1,5 |

| 0,8 |

| 3,9 |

| 7,6 |

| 11,8 |

| 15,6 |

| 18,2 |

| 17,9 |

| 14,8 |

| 10,1 |

| 4,3 |

| −0,3 |

| −1,5 |

| 0,8 |

| 3,9 |

| 7,6 |

| 11,8 |

| 15,6 |

| 18,2 |

| 17,9 |

| 14,8 |

| 10,1 |

| 4,3 |

| −0,3 |

## Geschichte

### Antike
Die Geschichte der Stadt beginnt als etruskische Gründung mit dem Namen Felsina vermutlich im 6. Jahrhundert v. Chr., Spuren älterer dörflicher Siedlungen der Villanovakultur in der Gegend reichen bis ins 11./10. Jahrhundert v. Chr. zurück. Die etruskische Stadt wuchs um ein Heiligtum auf einem Hügel und war von einer Nekropole umgeben. In jener Zeit entstanden die allmählich erweiterten Stadtmauern von Bologna, die im 20. Jahrhundert abgerissen wurden.
Im 5. Jahrhundert v. Chr. eroberten die keltischen Boier Felsina. 191 v. Chr. wurde die Stadt von den Römern erobert, 189 v. Chr. wurde sie als Bononia römische Colonia. 3000 latinische Familien siedelten sich dort an, wobei den ehemaligen Konsuln Lucius Valerius Flaccus, Marcus Atilius Seranus und Lucius Valerius Tappo die Organisation der Stadt(neu)gründung übertragen wurde. Der Bau der Via Aemilia 187 v. Chr. machte Bononia zum Verkehrsknotenpunkt: Hier kreuzte sich die Hauptverkehrsstraße der Poebene mit der Via Flaminia minor nach Arretium (Arezzo). 88 v. Chr. erhielt Bononia über die Lex municipalis wie alle Landstädte Italiens volles römisches Bürgerrecht. Nach einem Brand wurde sie im 1. Jahrhundert unter Kaiser Nero wieder aufgebaut.
Wie für eine römische Stadt typisch, war Bononia schachbrettartig um die zentrale Kreuzung zweier Hauptstraßen angelegt, des Cardo mit dem Decumanus. Sechs Nord-Süd- und acht Ost-West-Straßen teilten die Stadt in einzelne Quartiere und sind bis heute erhalten. Während der römischen Kaiserzeit hatte Bononia mindestens 12.000, möglicherweise jedoch bis 30.000 Einwohner. Bei Ausgrabungen rund um das Forum der antiken Stadt in den Jahren 1989–1994 wurden zwei Tempel, Verwaltungsgebäude, Markthallen und das Tagungsgebäude des Stadtrates gefunden; im südlichen Teil des ursprünglichen Stadtgebietes ist ein Theater freigelegt worden. Die Stadt scheint jedoch deutlich über ihre ursprüngliche Befestigung hinausgewachsen zu sein, beispielsweise sind außerhalb der Stadtmauer ein Amphitheater, ein Aquädukt und ein Thermenareal entdeckt worden. Der Geograph Pomponius Mela zählte die Stadt im 1. Jahrhundert n. Chr. zu den fünf üppigsten (opulentissimae) Städten Italiens.

### Mittelalter

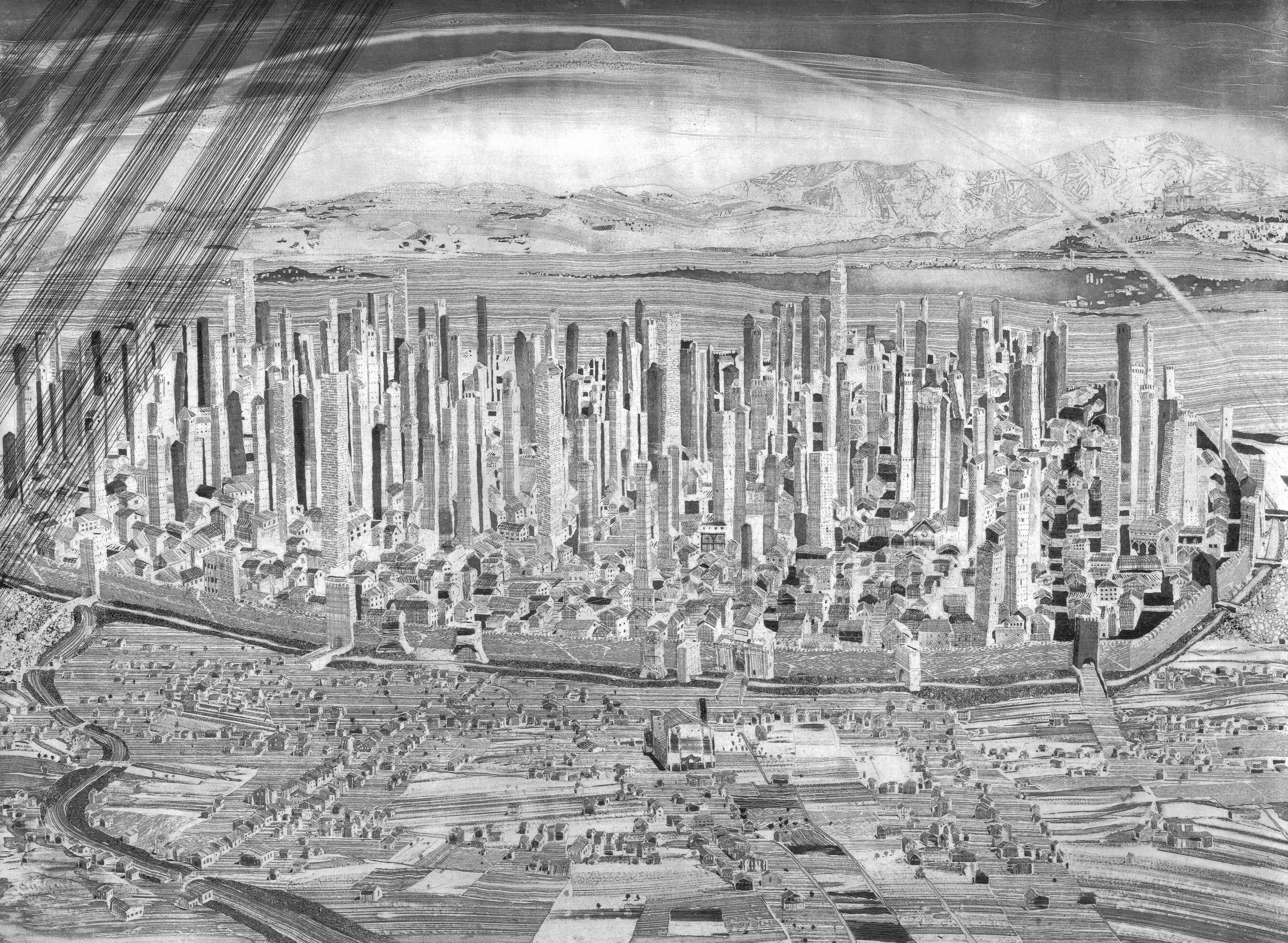
Künstlerische Impression des mittelalterlichen Bologna mit rund 180 Geschlechtertürmen, Radierung von Toni Pecoraro 2012

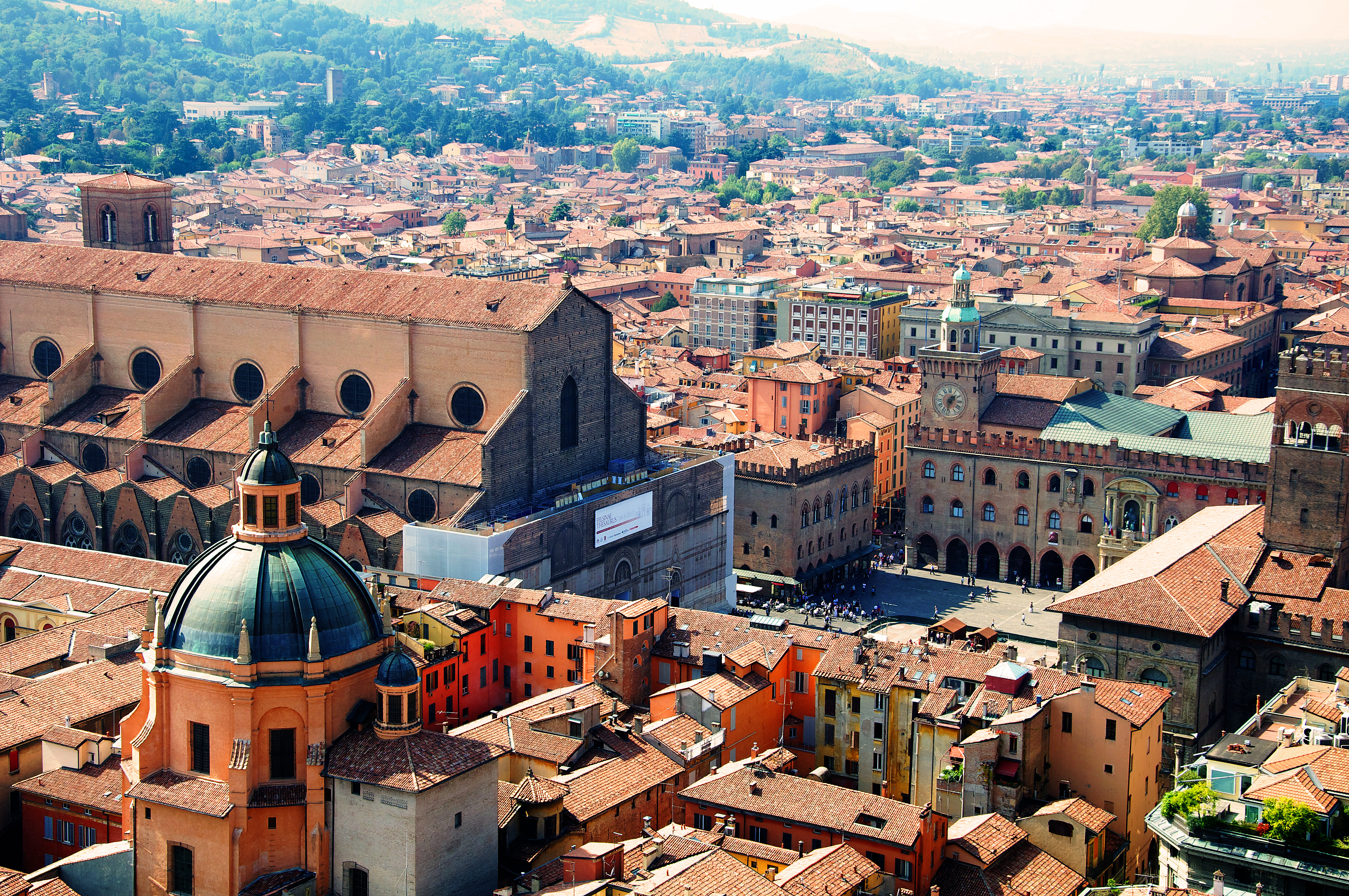
Basilika San Petronio und Piazza Maggiore

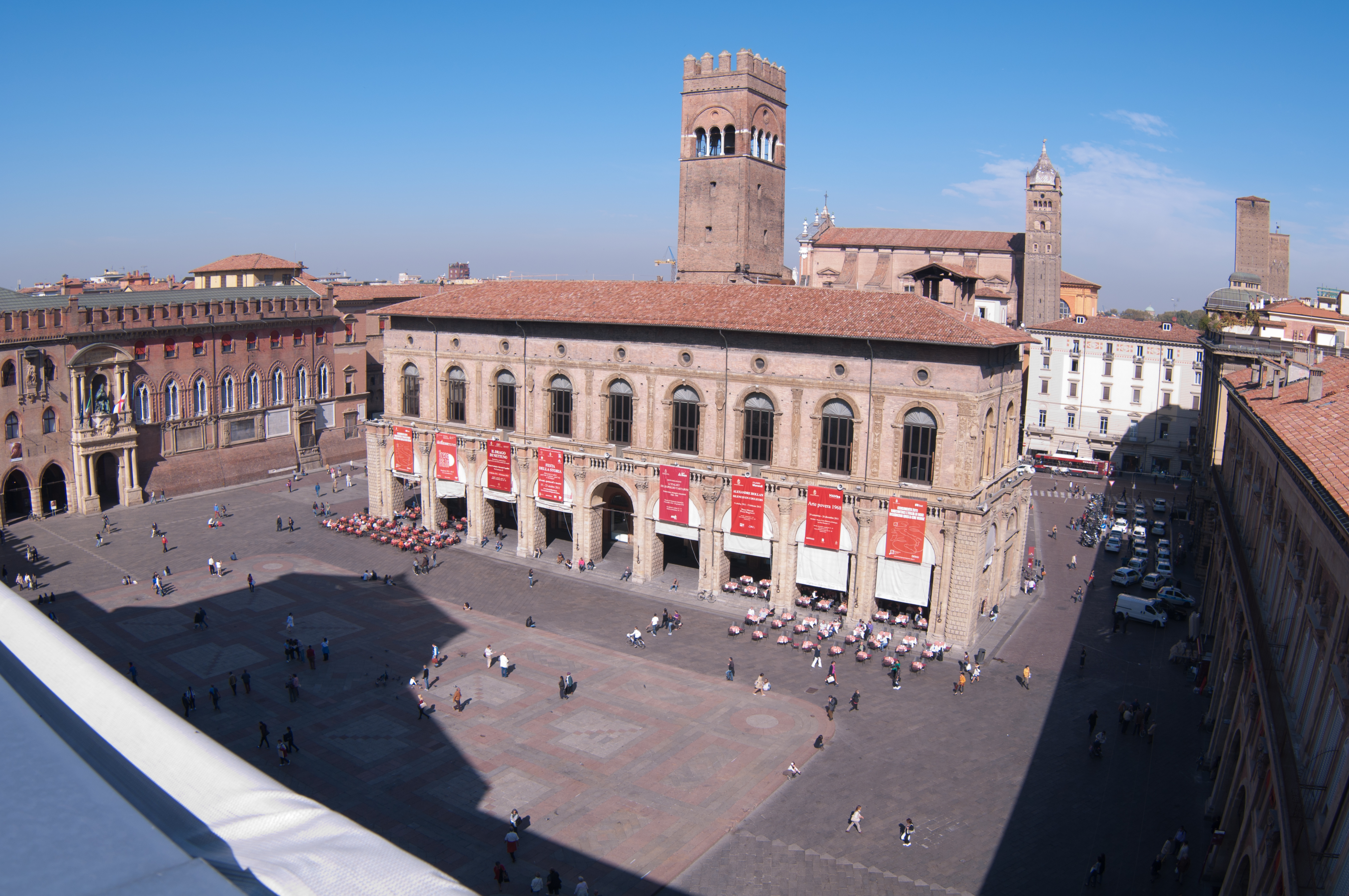
Palazzo del Podestà

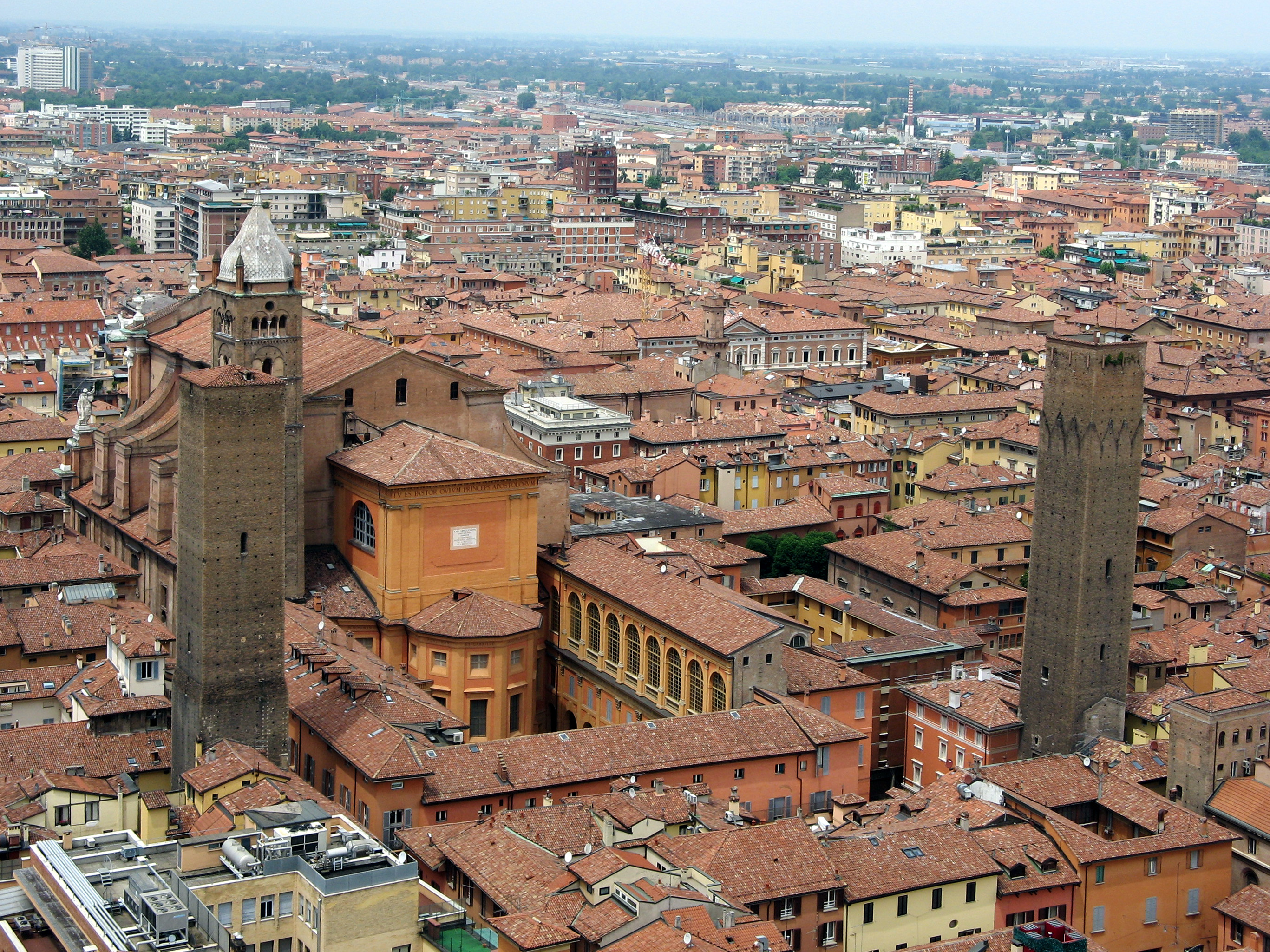
Kathedrale San Pietro

Nach einem langen Niedergang wurde Bologna im 5. Jahrhundert unter dem Bischof Petronius wiedergeboren, der nach dem Vorbild der Jerusalemer Grabeskirche den Kirchenkomplex von Santo Stefano errichtet haben soll. Nach dem Ende des Römischen Reiches war Bologna ein vorgeschobenes Bollwerk des Exarchats von Ravenna, geschützt von mehreren Wallringen, die jedoch den größten Teil der verfallenen römischen Stadt nicht einschlossen. 728 wurde die Stadt von dem Langobardenkönig Liutprand erobert und damit Teil des Langobardenreichs. Die Langobarden schufen in Bologna einen neuen Stadtteil nahe Santo Stefano, bis heute Addizione Longobarda genannt, in dem Karl der Große bei seinem Besuch 786 unterkam.
Im 11. Jahrhundert wuchs der Ort als freie Kommune erneut. 1088 wurde der Studio gegründet – heute die älteste Universität Europas –, an der zahlreiche bedeutende Gelehrte des Mittelalters lehrten, unter anderem Irnerius, woraus dann im 12. Jahrhundert die Universität Bologna entstand. Da sich die Stadt weiter ausdehnte, erhielt sie im 12. Jahrhundert einen neuen Wallring, ein weiterer wurde im 14. Jahrhundert fertiggestellt.
1164 trat Bologna in den Lombardenbund gegen Friedrich I. Barbarossa ein, 1256 verkündete die Stadt die Legge del Paradiso (Paradiesgesetz), das Leibeigenschaft und Sklaverei abschaffte und die verbleibenden Sklaven mit öffentlichem Geld freikaufte. 50.000 bis 70.000 Menschen lebten zu dieser Zeit in Bologna und machten die Stadt zur sechst- oder siebtgrößten Europas nach Konstantinopel, Córdoba, Paris, Venedig, Florenz und möglicherweise Mailand. Das Stadtzentrum war ein Wald von Türmen: Schätzungsweise um die 100 Geschlechtertürme der führenden Familien, Kirchtürme und Türme öffentlicher Gebäude bestimmten das Stadtbild.
Bologna entschied sich 1248, die Weizenausfuhr zu verbieten, um die Lebensmittelversorgung seiner schnell wachsenden Bevölkerung zu sichern. Das kam einer Enteignung der venezianischen Grundbesitzer, vor allem der Klöster gleich. 1234 ging die Stadt noch einen Schritt weiter und besetzte Cervia, womit es in direkte Konkurrenz zu Venedig trat, das das Salzmonopol in der Adria beanspruchte. 1248 dehnte Bologna seine Herrschaft auf die Grafschaft Imola, 1252–1254 sogar auf Ravenna aus. Dazu kamen 1256 Bagnacavallo, Faenza und Forlì.
Doch der schwelende Konflikt zwischen Venedig und Bologna wurde 1240 durch die Besetzung der Stadt durch Kaiser Friedrich II. unterbrochen. Nachdem sich Cervia 1252 jedoch wieder Venedig unterstellt hatte, wurde es von einer gemeinsamen ravennatisch-bolognesischen Armee im Oktober 1254 zurückerobert. Venedig errichtete im Gegenzug 1258 am Po di Primaro eine Sperrfestung. Etsch, Po und der für die Versorgung Bolognas lebenswichtige Reno wurden damit blockiert – wobei letzterer von der See aus wiederum nur über den Po erreichbar war und die Etsch bereits seit langer Zeit durch Cavarzere von Venedig kontrolliert wurde. Mit Hilfe dieser Blockade, vor allem an der Sperrfestung Marcamò – Bologna riegelte Marcamò vergebens durch ein eigenes Kastell ab – zwang Venedig das ausgehungerte Bologna zu einem Abkommen, das die Venezianer diktierten. Das bolognesische Kastell wurde geschleift. Ravenna stand Venedigs Händlern wieder offen, Venedigs Monopol war durchgesetzt.
Im Jahre 1272 starb in Bologna nach mehr als 22-jähriger Haft im Palazzo Nuovo (dem heutigen Palazzo di re Enzo) der König Enzio von Sardinien, ein unehelicher Sohn des Staufer-Kaisers Friedrich II.
Wie die meisten Kommunen Italiens war Bologna damals zusätzlich zu den äußeren Konflikten von inneren Streitigkeiten zwischen Ghibellinen und Guelfen (Staufer- bzw. Welfen-Partei, Kaiser gegen Papst) zerrissen. So wurde 1274 die einflussreiche ghibellinische Familie Lambertazzi aus der Stadt vertrieben.
Als Bologna 1297 verstärkt gegen die Ghibellinen der mittleren Romagna vorging, fürchtete Venedig das erneute Aufkommen einer konkurrierenden Festlandsmacht. Das betraf vor allem Ravenna. Venedig drohte der Stadt wegen Nichteinhaltung seiner Verträge und Bevorzugung Bolognas. Doch der Streit konnte beigelegt werden. Zu einer erneuten Handelssperre seitens Venedigs (wohl wegen der Ernennung Baiamonte Tiepolos zum Capitano von Bologna) kam es Ende 1326. Bologna hatte sich dem Schutz des Papstes unterstellt, nachdem es 1325 von Modena in der Schlacht von Zappolino vernichtend geschlagen worden war. Im Mai 1327 wurden alle Bologneser aufgefordert, Venedig innerhalb eines Monats zu verlassen. 1328–1332 kam es zu Handelssperren und Repressalien. Ravenna blieb dabei der wichtigste Importhafen der Region, den z. B. Bologna für größere Importe aus Apulien weiterhin nutzte. Zwischen 1325 und 1337 kam es zum Eimerkrieg von Bologna. Während der Pest-Epidemie von 1348 starben etwa 30.000 der Einwohner.
Nach der Regierungszeit Taddeo Pepolis (1337–1347) fiel Bologna an die Visconti Mailands, kehrte aber 1360 auf Betreiben von Kardinal Gil Álvarez Carillo de Albornoz durch Kauf wieder in den Machtbereich des Papstes zurück. Die folgenden Jahre waren bestimmt von einer Reihe republikanischer Regierungen (so z. B. die von 1377, die die Basilica di San Petronio und die Loggia dei Mercanti errichten ließ), wechselnder Zugehörigkeit zum päpstlichen oder Viscontischen Machtbereich und andauernder, verlustreicher Familienfehden.
1402 fiel die Stadt an Gian Galeazzo Visconti, der zum Signore von Bologna avancierte. Nachdem 1433 Bologna und Imola gefallen waren (bis 1435), verhalf Venedig dem Papst 1440/41 endgültig zur Stadtherrschaft. Bei der Gelegenheit nahm Venedig 1441–1509 Ravenna in Besitz.
Um diese Zeit erlangte die Familie der Bentivoglio mit Sante (1445–1462) und Giovanni II. (1462–1506) die Herrschaft in Bologna. Während ihrer Regierungszeit blühte die Stadt auf, angesehene Architekten und Maler gaben Bologna das Gesicht einer klassischen italienischen Renaissance-Stadt, die allerdings ihre Ambitionen auf Eroberung endgültig aufgeben musste.

### Neuzeit

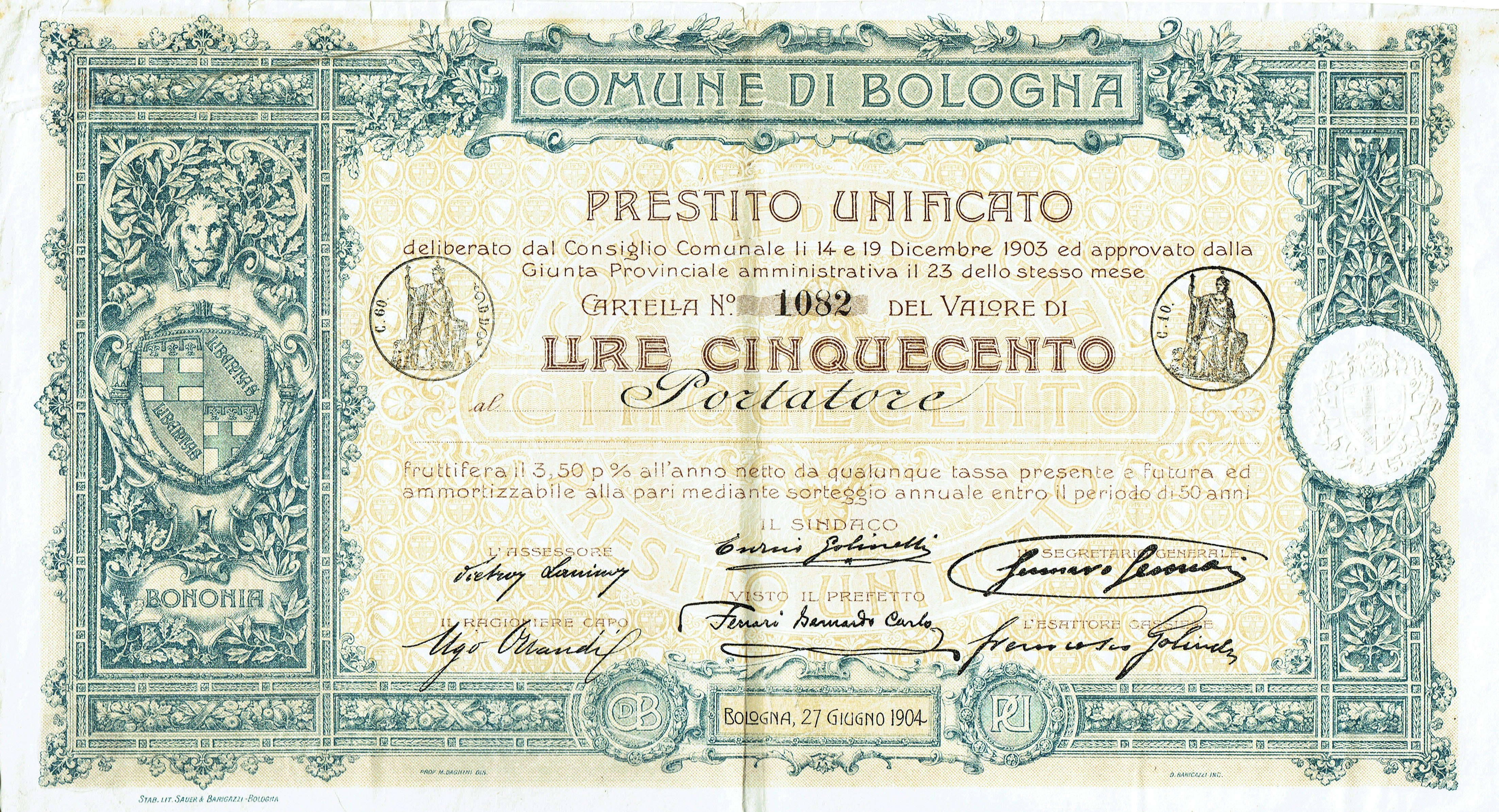
Anleihe über 500 Lire der Stadt Bologna vom 27. Juni 1904

Stadtplan von Bologna um 1907

Ehemaliger Verlauf der Stadtmauer mit den verbliebenen Stadttoren

Giovannis Herrschaft endete 1506, als die Truppen Papst Julius' II. Bologna belagerten und die Kunstschätze seines Palastes plünderten. Im Anschluss gehörte Bologna bis zum 18. Jahrhundert zum Kirchenstaat und wurde von einem päpstlichen Legaten und einem Senat regiert, der alle zwei Monate einen gonfaloniere (Richter) wählte, der von acht Konsuln unterstützt wurde. Am 24. Februar 1530 wurde Karl V. von Papst Clemens VII. in Bologna zum Kaiser gekrönt. Es war die letzte vom Papst durchgeführte Kaiserkrönung. Der Wohlstand der Stadt dauerte an, doch eine Seuche am Ende des 16. Jahrhunderts verringerte die Zahl der Einwohner von 72.000 auf 59.000, eine weitere 1630 ließ sie auf 47.000 schrumpfen, bevor sie sich wieder auf 60.000 bis 65.000 einpendelte.
1564 wurden die Piazza del Nettuno, der Palazzo dei Banchi und der Archiginnasio erbaut, der Sitz der Universität. Viele Kirchen und religiöse Einrichtungen wurden während der päpstlichen Herrschaft neu errichtet, ältere renoviert – Bolognas 96 Klöster waren italienischer Rekord. Maler wie Annibale Carracci, Domenichino und Guercino, die in dieser Periode in Bologna tätig waren, formten die Bologneser Schule der Malerei. Die Gesellschaft war so sittenstreng, dass der Abbé Locatelli 1664 zu Besuch in Lyon einen Kulturschock erlitt.
Im napoleonischen Europa wurde Bologna 1796 – seit dem Ersten Koalitionskrieg vom Kirchenstaat unabhängig – zunächst Hauptstadt der kurzlebigen Cispadanischen Republik und später die nach Mailand bedeutendste Stadt in der Cisalpinischen Republik und des napoleonischen Königreichs Italien. Am 28. Januar 1814 eroberten die Österreicher die Stadt kurzzeitig zurück, mussten am 2. April 1815 dem Einmarsch französischer Truppen weichen, um am 16. April 1815 Bologna endgültig einzunehmen. Nach dem Fall Napoleons schlug der Wiener Kongress 1815 Bologna wieder dem Kirchenstaat zu, worauf dies am 18. Juli 1816 zur Ausführung kam.
Die Bevölkerung rebellierte im Frühjahr 1831 gegen die päpstliche Restauration. Durch eine neuerliche österreichische Besatzung ab dem 21. März 1831 wurde dem ein Ende gemacht. Die Besatzung dauerte mit einer kurzen Unterbrechung (Juli 1831 bis Januar 1832) bis zum 30. November 1838. Die Macht war damit erneut in der Hand des Papstes. Dagegen erhob sich im August 1843 der Aufstand der Moti di Savigno. Erneut kam es 1848/1849 zu Volksaufständen, als es vom 8. August 1848 bis 16. Mai 1849 gelang, die Truppen der österreichischen Garnison zu vertreiben, die danach erneut bis 1860 die Befehlsgewalt über die Stadt innehatten. Nach einem Besuch von Papst Pius IX. 1857 stimmte Bologna am 12. Juni 1859 für seine Annexion durch das Königreich Sardinien, wodurch die Stadt Teil des vereinten Italien wurde. 1874 war Michail Bakunin in Bologna an einem gescheiterten Aufstand beteiligt.
Zu Beginn des 20. Jahrhunderts wurden die Mauern der Stadt bis auf wenige Reste abgerissen, um der schnell wachsenden Bevölkerung Platz zu schaffen. In den Wahlen am 28. Juni 1914 errang der Sozialist Francesco Zanardi zum ersten Mal das Stadtpräsidium (sindaco) für die Linke. Mit der Unterbrechung des Faschismus wird Bologna seitdem überwiegend von linken Stadtregierungen verwaltet.

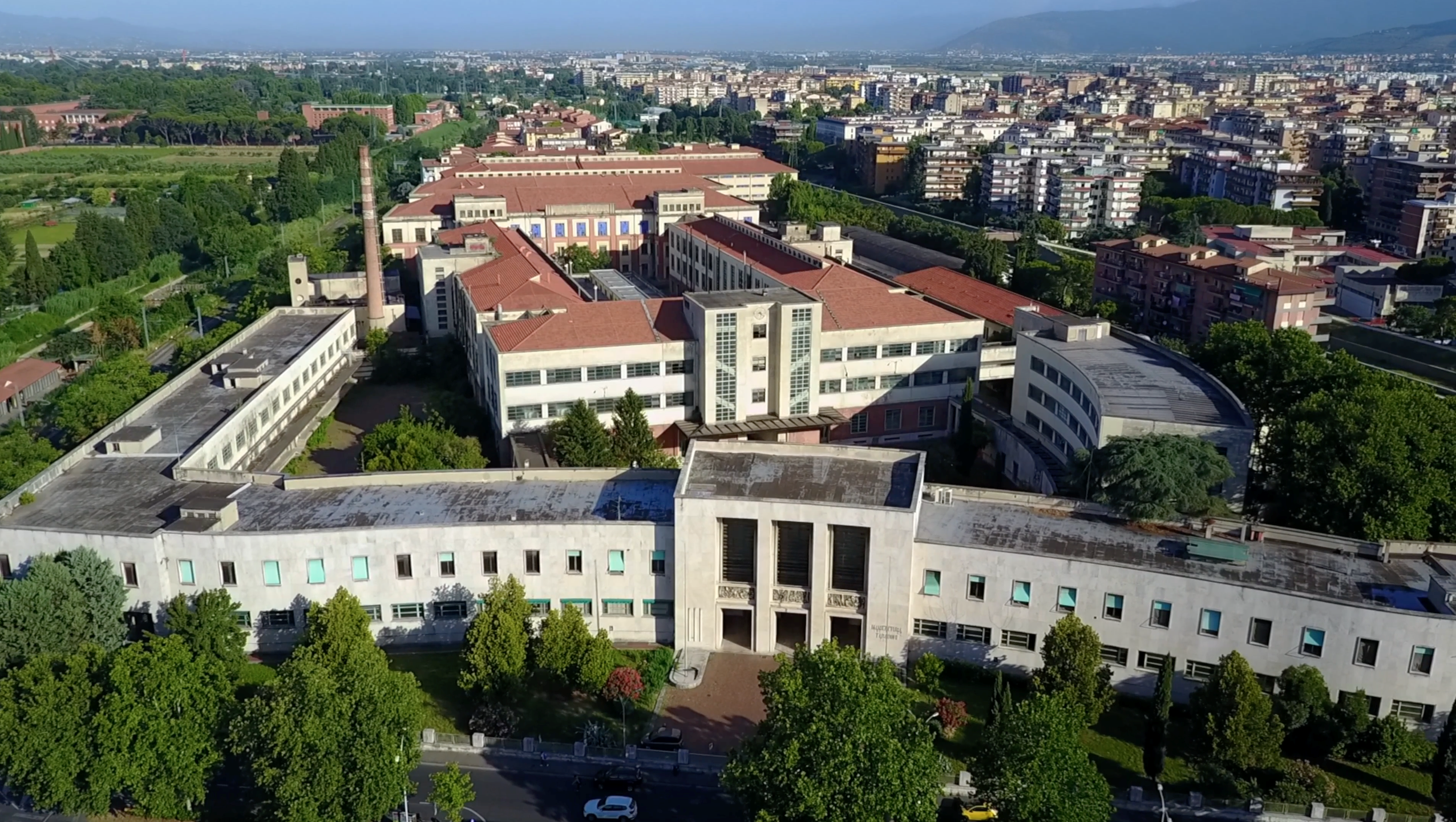
Nuova Manifattura dei Tabacchi

1940 hatte die Stadt 320.000 Einwohner. Im Zweiten Weltkrieg wurde sie in den Kämpfen der untergehenden NS-Diktatur mit amerikanischen, britischen und polnischen Invasionstruppen der Alliierten bombardiert und beschädigt, wobei 2481 Zivilisten starben. Am 21. April 1945 wurde Bologna von Einheiten des II. polnischen Korps befreit. 1946 folgte ein harter Winter, das Thermometer fiel im Januar 1947 auf minus 10 Grad Celsius.
Nach dem Krieg erholte sich Bologna schnell. Bald erhielt der Aufschwung die Bezeichnung „Italienisches Wirtschaftswunder“ (Miracolo economico italiano). Am Stadtrand hielt die architektonische Moderne Einzug, etwa mit der Nuova Manifattura dei Tabacchi (1951–1952) des Architekten Pier Luigi Nervi. Bologna ist heute eine der wohlhabendsten und stadtplanerisch gelungensten Städte Italiens.

### Anschlag von Bologna 1980
Am 2. August 1980 verübte eine Gruppe von Rechtsextremisten einen Bombenanschlag auf den Hauptbahnhof der Stadt. 85 Menschen starben, mindestens 200 wurden verletzt. 1995 wurden für diesen Anschlag zwei Mitglieder der faschistischen Nuclei Armati Rivoluzionari und Mitarbeiter des italienischen Geheimdienstes zu langjährigen Haftstrafen verurteilt.

## Sehenswürdigkeiten

### Bauwerke, Plätze und Parks

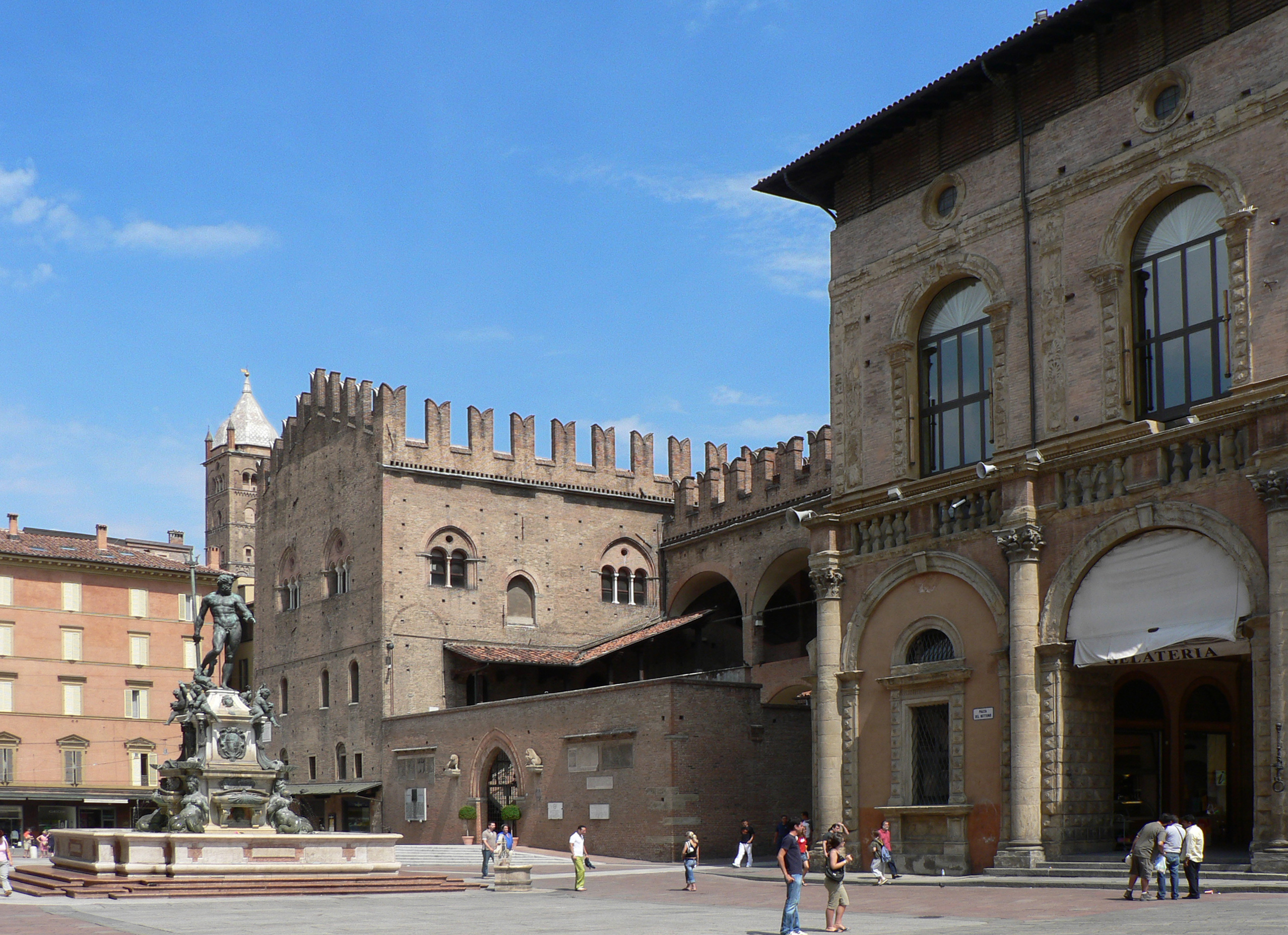
Piazza Nettuno

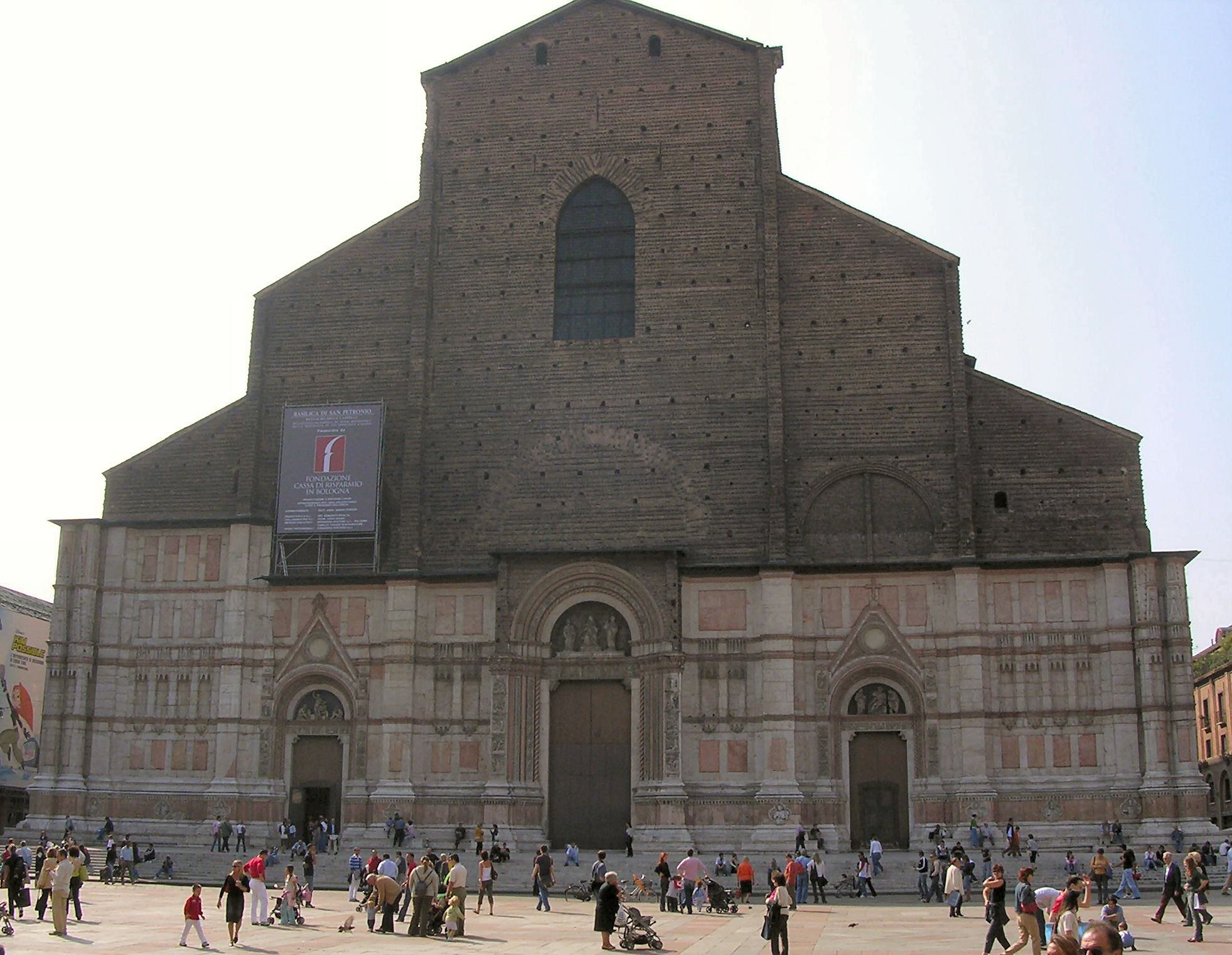
Die unvollendete Fassade der Basilika San Petronio

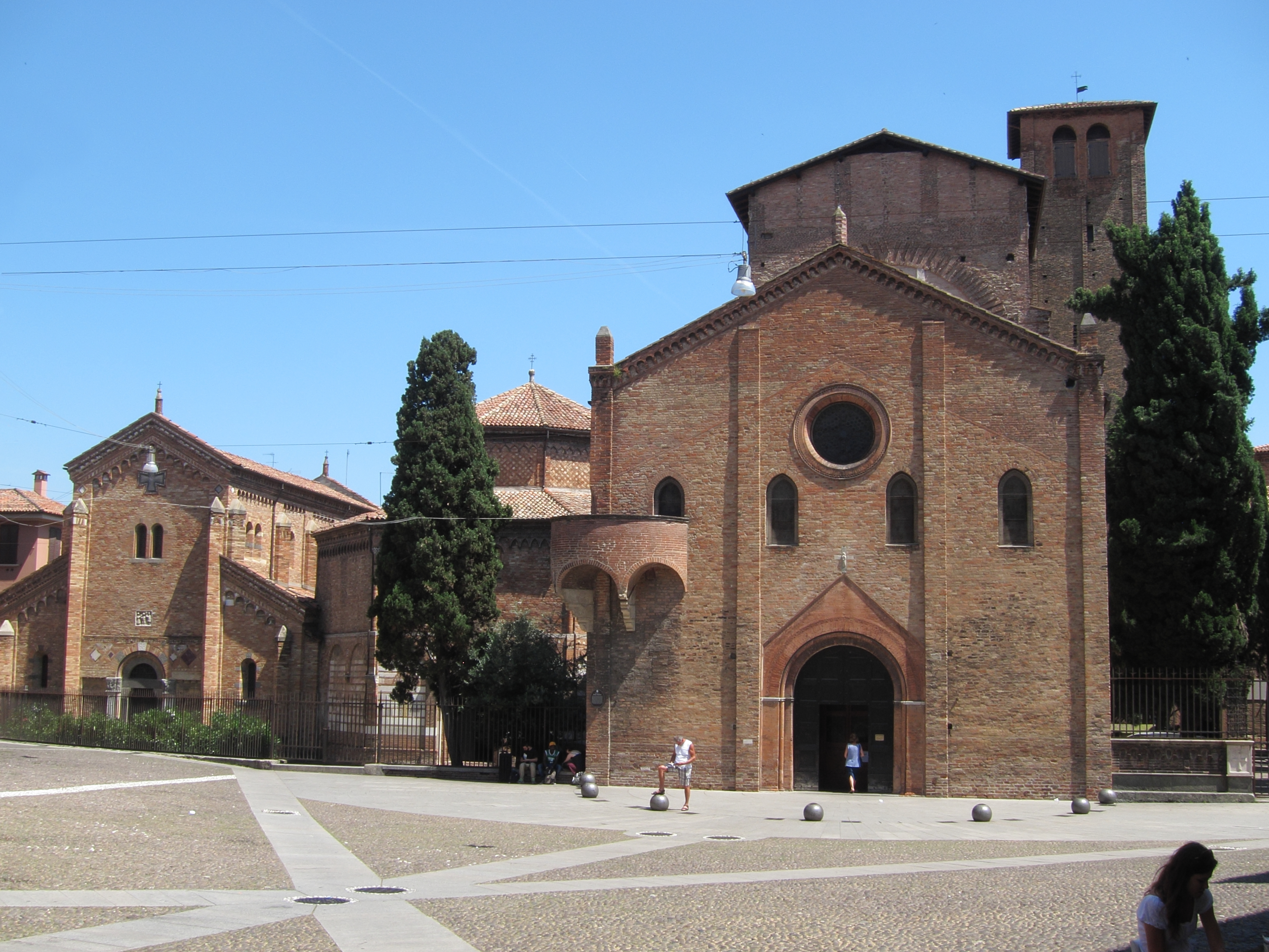
Basilika Santo Stefano

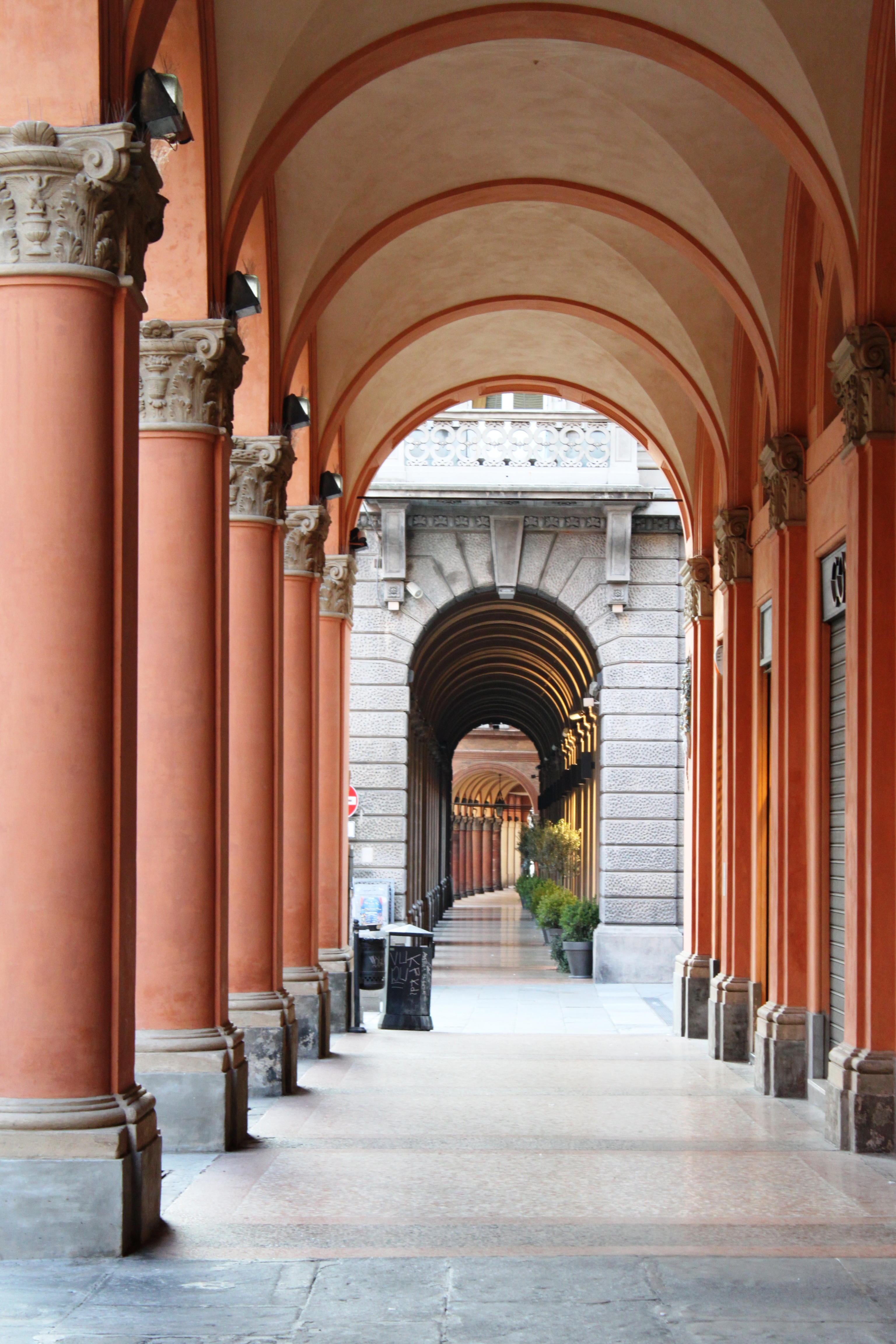
Typische Arkaden

Wahrzeichen der Stadt sind die zwei Türme, der Torre Garisenda und der Torre degli Asinelli. Um 1100 erbaut, war letzterer mit seiner Höhe von 94,5 m damals wohl der höchste Profanbau Europas. Die beiden Türme sind mit einigen anderen die letzten Überbleibsel der „Geschlechtertürme“ des mittelalterlichen Bologna, die im 16. Jahrhundert zum Großteil geschleift wurden. Zu den weiteren Sehenswürdigkeiten gehören die im Artikel genannten Palazzi.
Als Zentrum der Stadt gilt die Piazza Maggiore mit dem Neptunbrunnen und der Basilika San Petronio. Die mächtige gotische Kirche ist die fünftgrößte der Welt; das Mittelschiff ist 40 m hoch und 20 m breit. Ursprünglich als größte Kirche der Christenheit geplant, wurde der Bau, begonnen im Jahr 1390, aufgrund finanzieller Probleme bis heute nicht vollendet. Im Innenraum befindet sich die Mittagslinie, 1655 eingerichtet nach Plänen des Astronomen Giovanni Domenico Cassini. In der Capella Bolognini befindet sich eine Darstellung des Weltgerichts von Giovanni da Modena (um 1410). Der Maler des Freskos orientierte sich bei seiner Darstellung an Dantes Göttlicher Komödie und zeigt im Höllenkreis unter anderem den Propheten Mohammed, dem als Glaubensspalter von einem Teufel der Körper aufgeschlitzt wird (DC Inf. XXVIII).
Die Kathedrale San Pietro mit der Pietà von Alfonso Lombardi befindet sich an der Via dell’Indipendenza. Die älteste Kirche Bolognas, die Basilica di Santo Stefano, befindet sich in einem heute noch genutzten Klosterkomplex im historischen Zentrum der Stadt. Die Anlage verfügt über einen byzantinischen Rundbau sowie über typische romanische Kreuzgänge.
Auf der Piazza Santo Stefano steht die Basilika Santo Stefano, die aufgrund ihrer Gliederung in zahlreiche Kirchen und Kapellen, die durch einen Innenhof und einen Kreuzgang miteinander verbunden sind, auch als „die sieben Kirchen“ bekannt ist. Der ursprüngliche Kern wurde im 8. Jahrhundert auf einem heidnischen, der ägyptischen Göttin Isis geweihten Tempel aus dem 2. Jahrhundert errichtet, von dem ein außen eingemauerter Architrav mit einer Widmung an die Göttin sowie einige afrikanische Granitsäulen erhalten sind. Das architektonische Grundgerüst ist trotz einiger späterer Änderungen deutlich romanisch.
Von besonderem Interesse ist die Basilika San Francesco aus dem 13. Jahrhundert (obwohl sie im 19. Jahrhundert und nach dem Zweiten Weltkrieg erhebliche Eingriffe erfuhr), das erste Beispiel der französischen Gotik in Italien. Gleichaltrig ist die Basilika Basilika San Domenico, die den Sarkophag Arca di San Domenico beherbergt, in dem die sterblichen Überreste des Heiligen aufbewahrt werden und die von Nicola Pisano und seiner Werkstatt, Niccolò dell’Arca und Michelangelo geschaffen wurde.
Bekannt ist Bologna außerdem für seine Arkaden. Sie erstrecken sich über 38 km und wurden ursprünglich geschaffen, um der wachsenden Bevölkerung der Stadt gerecht zu werden. Der Bau der Arkaden ermöglichte es, die oberen Stockwerke auszubauen und so neuen Wohnraum zu schaffen, ohne den Handel und den Durchgangsbetrieb zu stark zu beeinträchtigen. Die Wallfahrtskirche Santuario della Madonna di San Luca liegt auf dem Guardiahügel oberhalb der Stadt und bietet einen Blick über die Poebene. Zur Kirche hinauf führt der mit rund vier Kilometern längste Arkadengang der Welt. Die Arkadengänge von Bologna sind seit Juli 2021 UNESCO-Welterbe.
Der Palazzo dell’Archiginnasio war ursprünglich dafür geplant, alle Fakultäten der Universität unter einem Dach zu vereinen. Er beherbergt einen 1944 im Krieg stark zerstörten, aber vollständig renovierten Anatomielehrsaal.
Der Stadtpark Giardini Margherita bei der Piazza di Porta Santo Stefano ist die größte städtische Grünanlage in Zentrumsnähe. Der 1879 eröffnete Park wurde nach Margarethe von Italien, der Ehefrau des italienischen Königs Umberto I., benannt. Die Anlage im englischen Stil hat eine Fläche von rund 26 Hektaren und verfügt über einen künstlichen See mit Wasserspielen.
Der Friedhof Cimitero Monumentale della Certosa ist der historische Hauptfriedhof der Stadt.
Der Palazzo Malvezzi Campeggi entstand im 18. Jahrhundert, der Palazzo Ronzani 1915, der Palazzo Bonaccorso 2008.
Das Haus Via Borgonuovo 4 ist das Geburtshaus des Regisseurs und Dichters Pier Paolo Pasolini.

### Museen
- Das Museo internazionale della musica di Bologna im Palazzo Sanguinetti beherbergt eine Sammlung musikhistorischer Exponate. Handschriften und Erstdrucke unter anderem von Padre Martini und Caccini dokumentieren ihren Beitrag zur frühen Entwicklung der Musiktheorie und der Oper in Bologna. Porträts und kurze geschichtliche Abrisse beschreiben das Wirken von Vivaldi, Farinelli, Mozart und Johann Christian Bach in der Stadt.
- Die Pinacoteca Nazionale di Bologna zeigt vor allem Gemälde der Bologneser Schule, wobei Guido Reni ein eigener Saal gewidmet ist, aber auch Werke von Raffael und anderen sind zu besichtigen.
- Das Museo Morandi zeigt das Werk des Malers Giorgio Morandi.
- Der Palazzo Pepoli Vecchio beherbergt das 2012 eröffnete Museo della Storia di Bologna.[15]
- Das Jüdische Museum Bologna erinnert an die lange Geschichte des Judentums in Bologna und in der Region.
- In der Via Don Giovanni Minzoni befindet sich das MAMbo Museo d'Arte Moderna di Bologna, das Museum für Moderne Kunst.

- Museo Civico Archeologico (Archäologisches Stadtmuseum)

Das Sistema Museale di Ateneo (SMA) der universitären Museen in Bologna bietet teilweise freien Eintritt zu seinen Museen, die sich überwiegend im nahen Umkreis des Palazzo Poggi befinden, nur zwei anatomische Sammlungen der Veterinärmedizin sind in Ozzano dell’Emilia angesiedelt:
- Museo di Palazzo Poggi (Kunstmuseum)
- MEUS Museo europeo degli Studenti (Europäisches Studentenmuseum)
- Museo geologico Giovanni Capellini (Geologiemuseum)
- Museo delle Cere Anatomiche Luigi Cattaneo (Anatomisches Wachsfigurenmuseum)
- Museo della Specola (Spiegelmuseum)
- Museo di Zoologia (Zoologisches Museum)
- Museo di Mineralogia Luigi Bombicci (Mineralienmuseum)
- Collezione di Chimica Giacomo Ciamician (Chemikaliensammlung)
- Collezione di Fisica (Physikalische Slg.)
- Orto botanico ed Erbario (Botanischer Garten/Herbarium)
- Museo di Anatomia comparata (Museum für vergleichende Anatomie)
- Museo di Anatomia patologica e Teratologia veterinaria (Tiermedizinische Anatomiesammlung)
- Museo di Anatomia degli Animali domestici (Anatomisches Haustiermuseum)

Das Anthropologische Museum der Universität Bologna zeichnet die Entwicklungsgeschichte des Menschen in Europa seit der Steinzeit mit besonderem Blick auf das Geschehen in Italien nach.

### Fotos

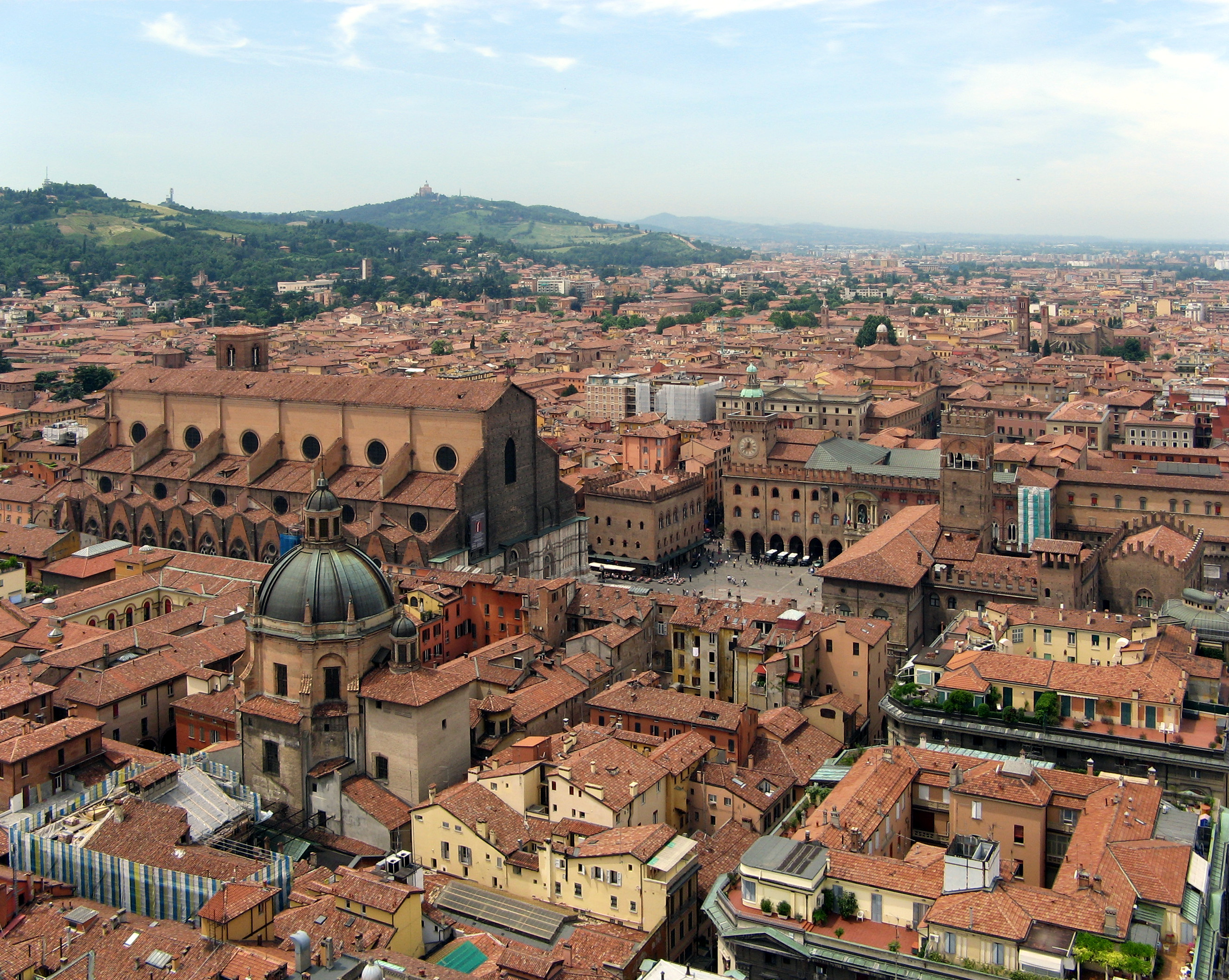
Blick auf San Petronio, Piazza Maggiore und Palazzo d'Accursio
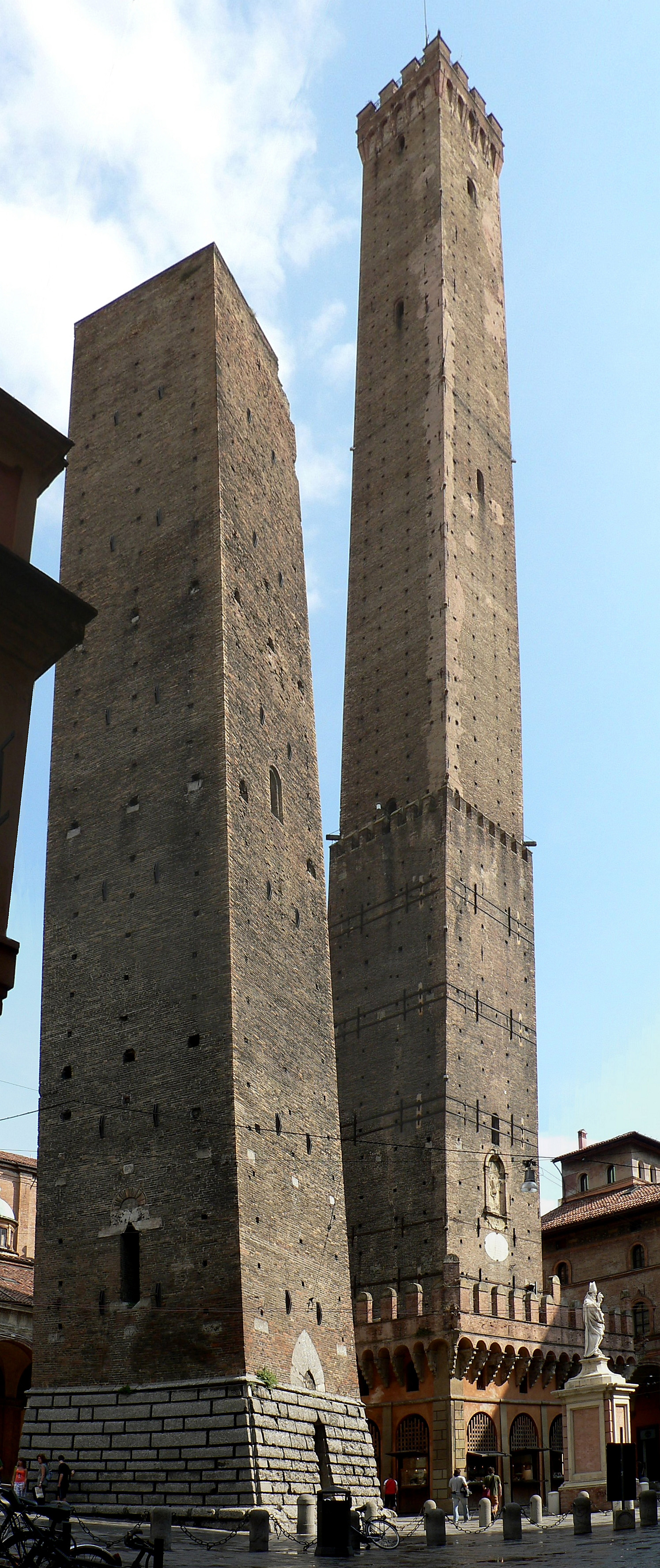
Die beiden schiefen Türme Garisenda und Asinelli
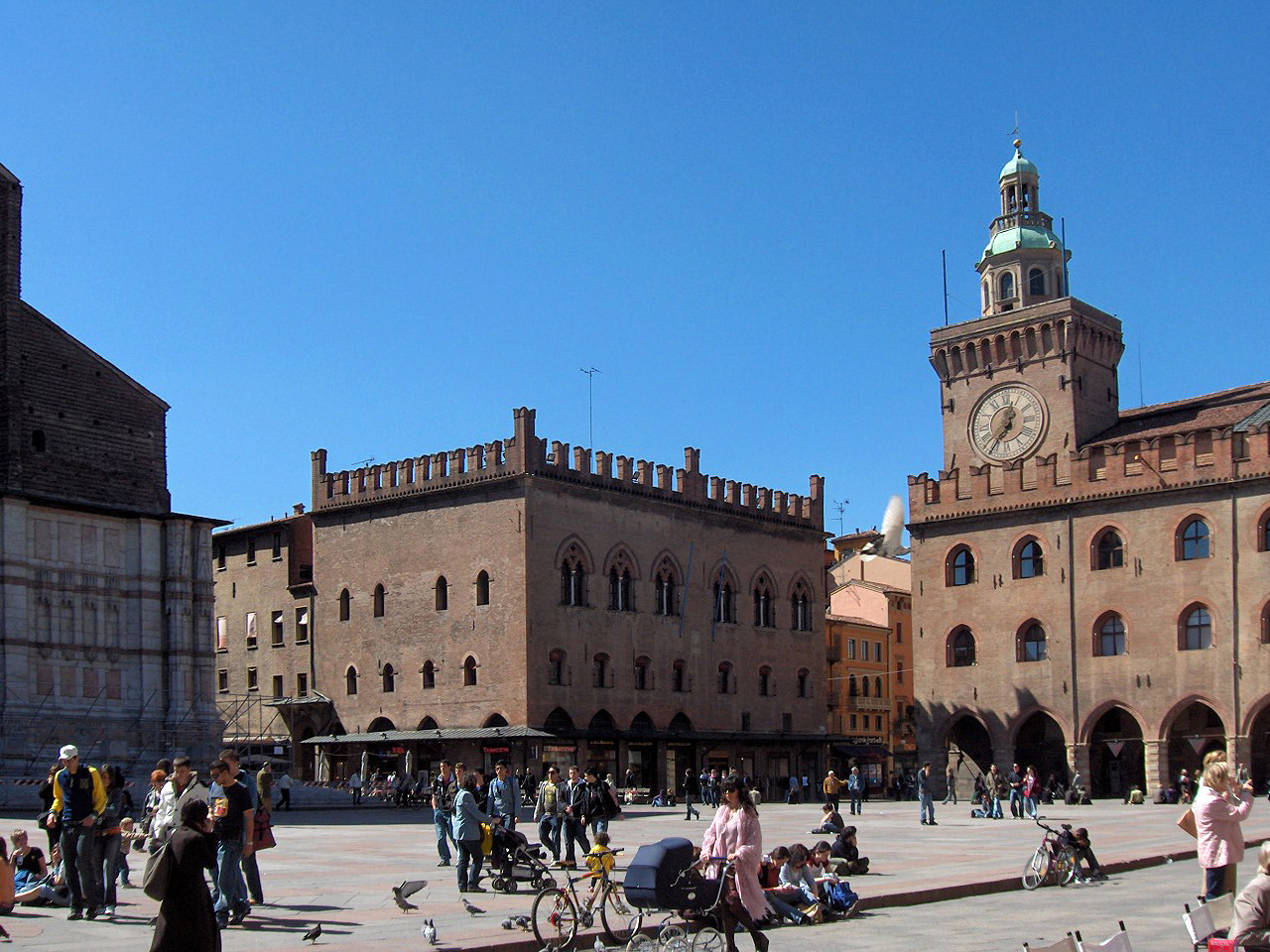
Palazzo dei Notai
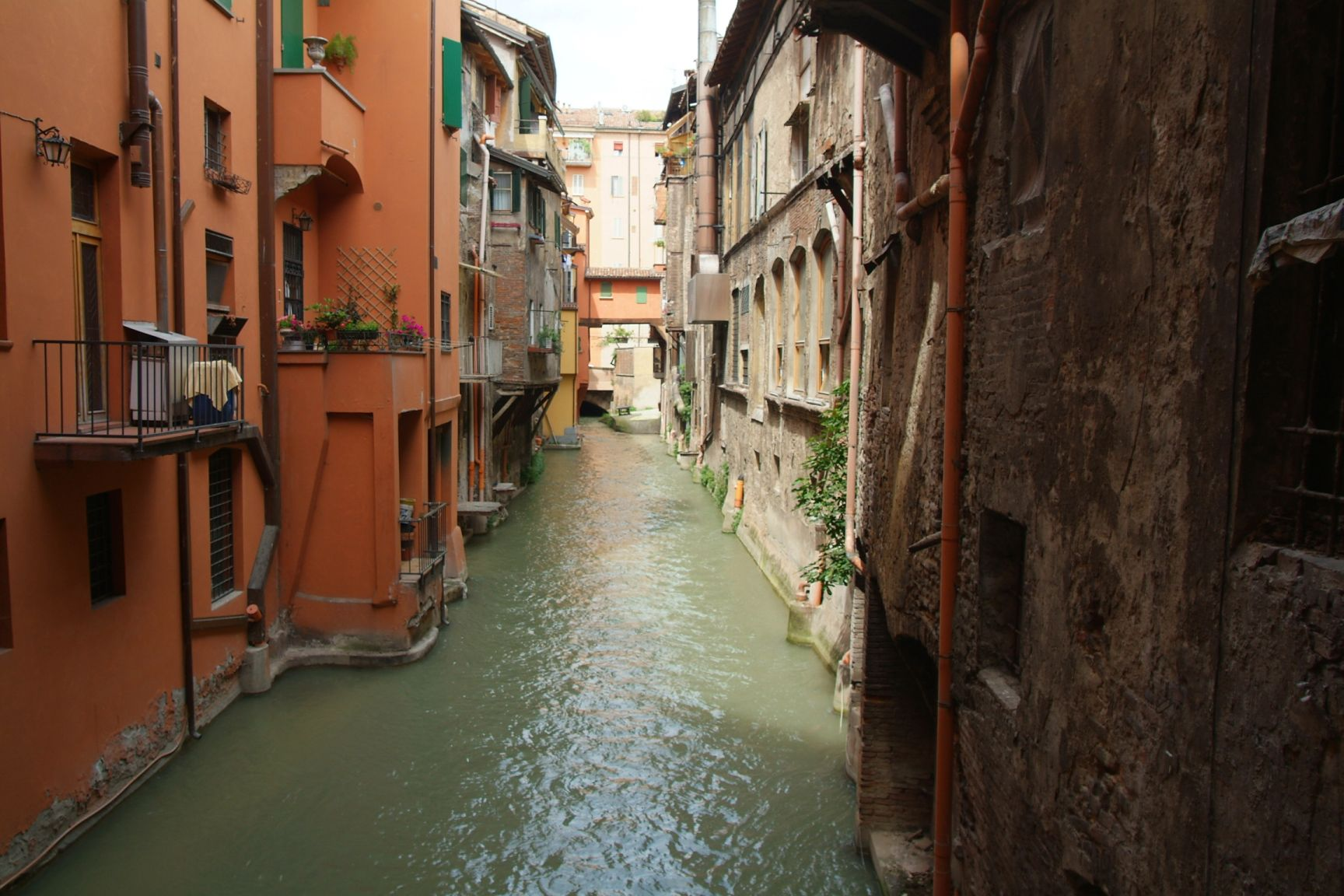
Canale delle Moline

## Politik

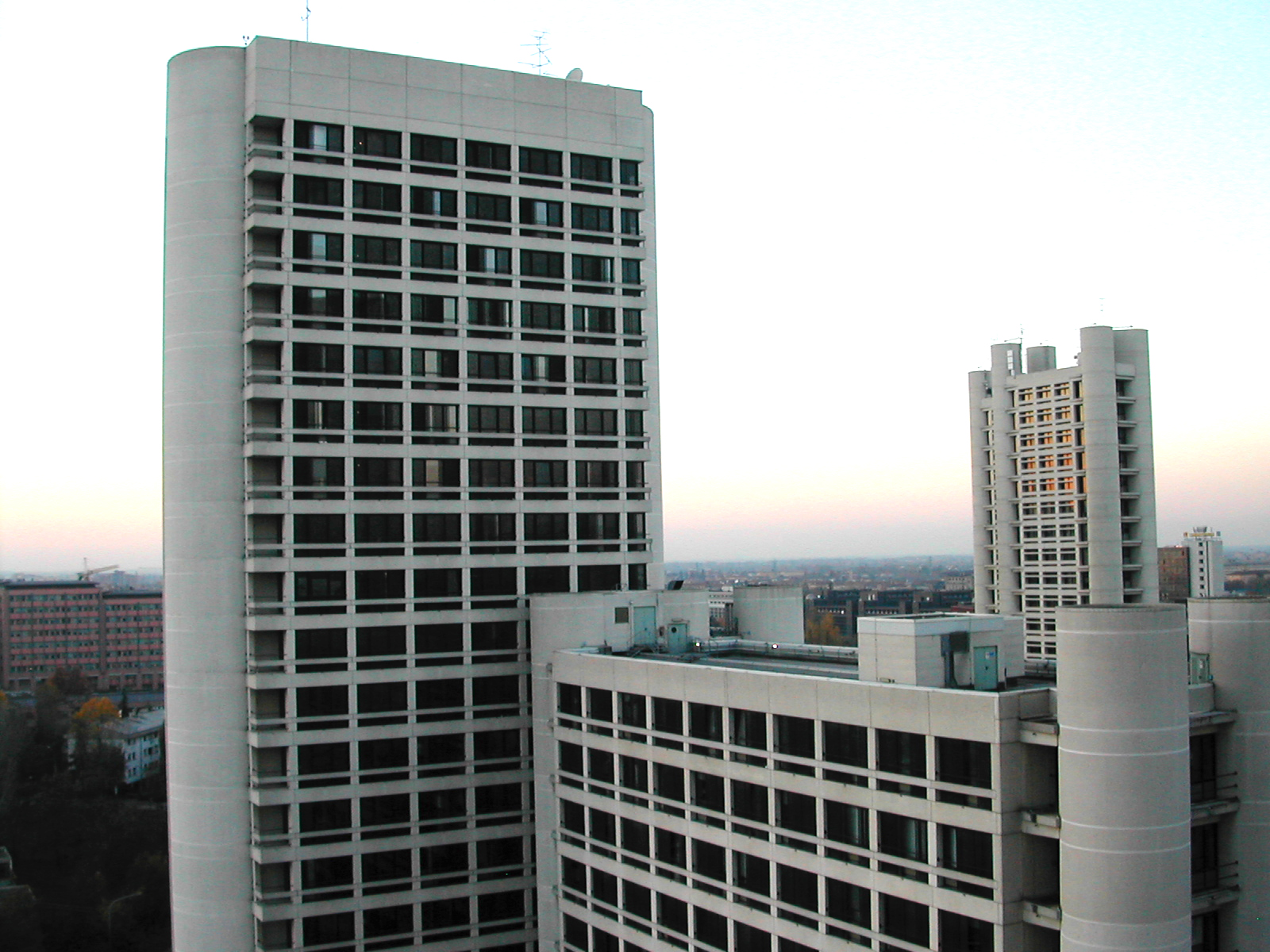
Palazzo della regione

Die heutigen Stadtviertel (quartiere) von Bologna

Der Stadtrat (Consiglio comunale) bildet die Legislative in Bologna, er besteht aus 36 Mitgliedern. Stärkste Fraktion ist seit der Kommunalwahl 2021 das Mitte-links-Bündnis um die Sozialdemokraten mit 25 Sitzen.
Bürgermeister (Sindaco di Bologna) und damit auch Chef der Stadtverwaltung war von 2011 bis 2021 Virginio Merola (PD). Bei der Bürgermeisterwahl 2016 konnte er sich in der Stichwahl mit knapp 55 Prozent der Stimmen gegen die Lega-Nord-Kandidatin Lucia Borgonzoni die Wiederwahl sichern.
Im Jahr 2021 trat Merola nicht wieder an. Als Nachfolger wurde Matteo Lepore (PD) im ersten Wahlgang mit knapp 62 Prozent der Stimmen gewählt.
Amtsinhaber seit 1999 waren:
- Giorgio Guazzaloca (parteilos, 1999–2004)
- Sergio Cofferati (DS, 2004–2009)
- Flavio Delbono (PD, 2009–2010)
  - Annamaria Cancellieri (parteilos, 2010–2011 kommissarisch)
- Virginio Merola (PD, 2011–2021)
- Matteo Lepore (PD, seit 2021)

Als Hauptstadt der Region Emilia-Romagna ist Bologna auch Sitz des dortigen, aus 50 Abgeordneten bestehenden Regionalrats sowie der Regionalregierung (Giunta regionale). Beide sind im Palazzo della regione, einem Hochhaus im nordöstlich liegenden Messe- und Geschäftsviertel Fiera di Bologna, untergebracht.

## Religion
Bologna ist seit dem 3. Jahrhundert Sitz einer römisch-katholischen Diözese, die 1582 zum Erzbistum und Metropolitansitz der Kirchenprovinz Bologna erhoben wurde. Laut Annuario Pontificio 2019 leben derzeit rund 940.000 Katholiken im Gebiet des Erzbistums. Kathedrale ist die Ende des 12. Jahrhunderts fertiggestellte Kirche San Pietro.
Zudem besitzt die Stadt eine Synagoge und mehrere kleine Moscheen. Seit mehreren Jahren ist (Stand 2018) der Bau einer größeren Moschee in Planung.

## Regelmäßige Veranstaltungen
- Die Internationale Ledermesse Lineapelle findet jährlich in Bologna statt
- Auch die Internationale Automobilmesse Motorshow findet jedes Jahr hier statt
- Bologna ist der Veranstaltungsort einer der größten jährlich stattfindenden Land- und Forsttechnik-Messen Europas
- Fiera del Libro per Ragazzi: Bologna beherbergt seit 1963 die jährlich stattfindende Internationale Jugendbuchmesse
- Il Cinema Ritrovato: weltweit bedeutendstes Festival für Filmrestaurierung
- Festival Internationale di Cinema Animazione e Nuove Tecnologie, auch Future Film Festival, findet seit 1999 in Bologna statt
- Cersaie: Leitmesse für Fliesen und Keramik in Europa
- Messe für moderne und zeitgenössische Kunst ArteFiera[21]

## Kulinarisches

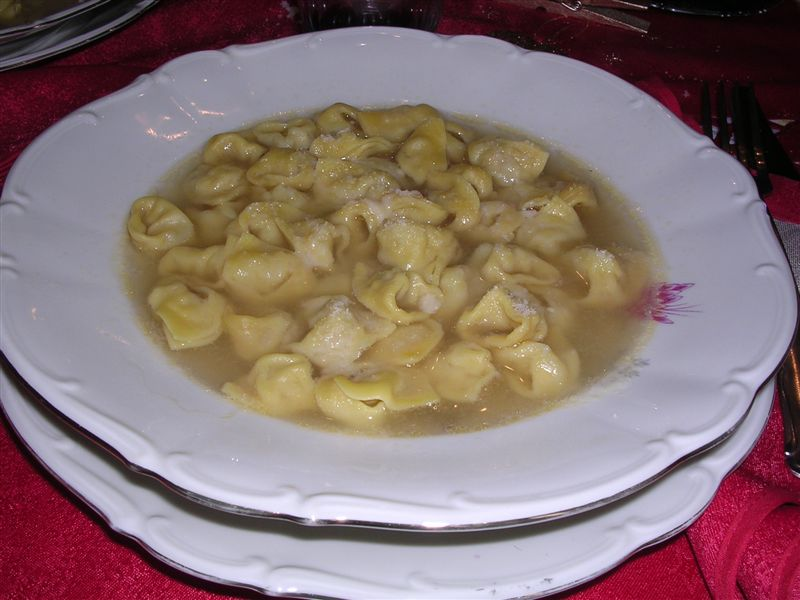
Tortellini in brodo

- Bologna ist die Heimat der Tortellini – mit Hackfleisch gefüllte, kleine ringförmige Teigwaren, die in einer Hühnerbrühe (brodo) oder mit Sahnesoße serviert werden. Einer Legende nach sollen die Tortellini den Nabel der römischen Liebesgöttin Venus nachbilden.
- Eine weitere klassische Pasta aus Bologna sind Tagliatelle, mit Ei hergestellte Bandnudeln, die traditionell mit Ragù alla bolognese, einer Soße mit Hackfleisch und Tomaten, serviert werden. Von den bolognesischen Tagliatelle al ragù wurden die Spaghetti bolognese inspiriert, die aber nicht zur Küche Bolognas gehören,[22] sondern vermutlich aus Nordamerika stammen.[23]
- Eine weitere aus Bologna stammende Spezialität ist die Mortadella, eine Aufschnittwurst vom Schwein, die in hauchdünne Scheiben geschnitten verzehrt wird.
- Bologna ist außerdem für seine grüne Lasagne bekannt.

## Bildung

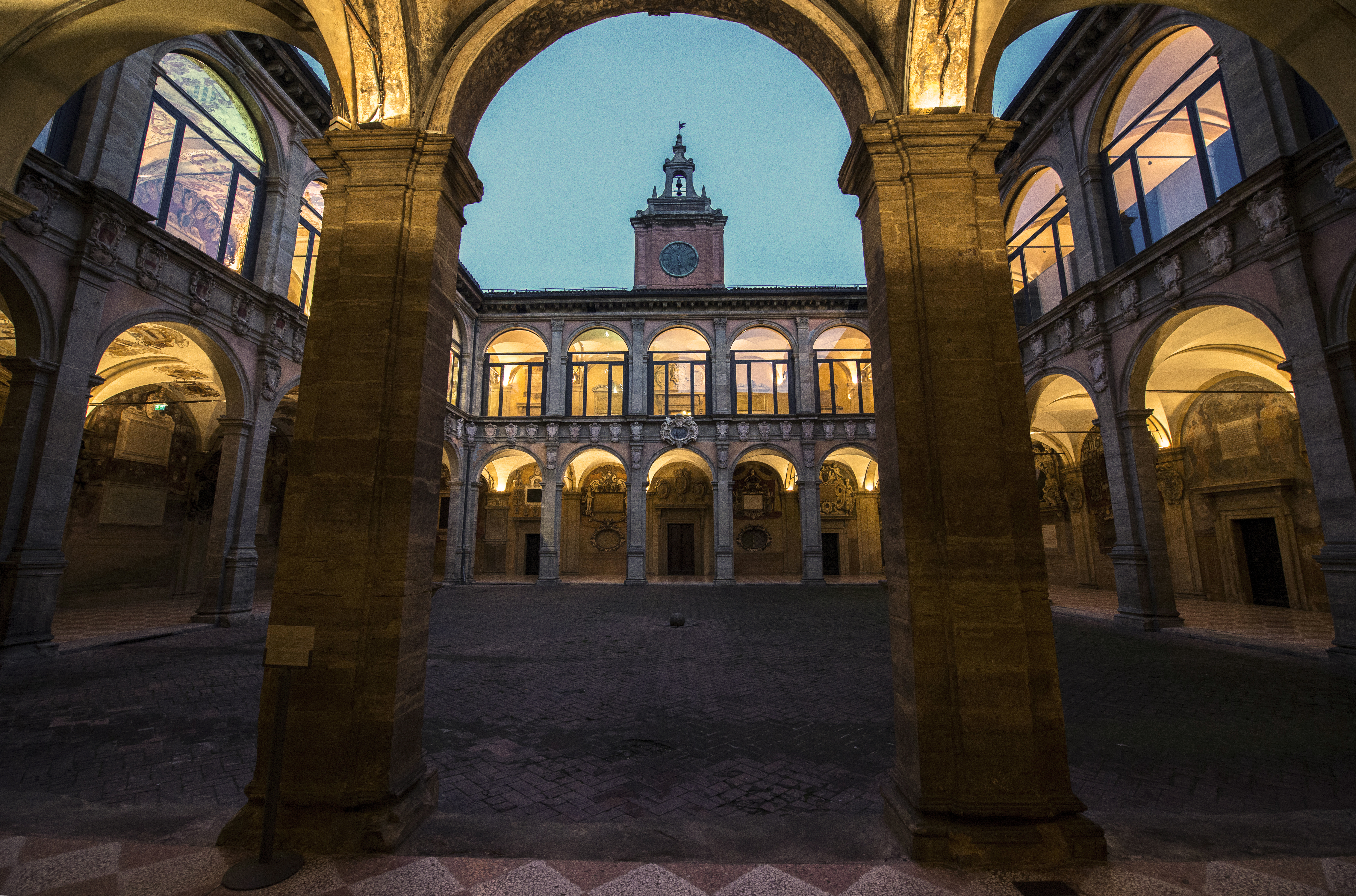
Palazzo dell’Archiginnasio, Gebäude der Universität Bologna von 1563 bis 1803

Die 1088 gegründete Universität Bologna ist die älteste Institution dieser Art in Europa. Die etwa 80.000 Studenten stellen bei einer Gesamtbevölkerung von um die 400.000 einen bedeutenden Teil der Stadtbevölkerung und prägen die Stadt, vor allem innerhalb der historischen Stadtmauern. Die Stadt ist nicht nur bei Studenten aus allen Teilen Italiens beliebt, sondern auch bei ausländischen Studenten. Neben Erasmus-Studenten sind das vor allem Studenten aus den USA.
Außerdem gibt es in der Stadt die Akademie der Bildenden Künste, an der unter anderem Giorgio Morandi lehrte und Enrico Marconi eine Ausbildung absolvierte. Das SAIS Bologna Center ist eine Außenstelle der School of Advanced International Studies (SAIS) der Johns Hopkins University. Bologna war Ort der Bolognaerklärung im Jahr 1999 und Namensgeber des Bologna-Prozesses zur Reformierung und Vereinheitlichung des Europäischen Hochschulraums.

## Verkehr

### Kraftverkehr
Der Raum Bologna ist ein zentraler Knotenpunkt des italienischen Autobahnsystems am Übergang zwischen der Oberitalienischen Tiefebene und der Apenninhalbinsel. Die die größten italienischen Ballungsräume Mailand und Rom miteinander verbindende A1 erreicht Bologna von Nordwesten und biegt hier südwärts Richtung Toskana in den Apennin ab. Nach Nordosten stellt die A13 eine Verbindung mit Venetien her, die Richtung Südosten führende A14 erschließt die mittelitalienische Adriaküste.
Dem innerstädtischen Personennahverkehr dient das Netz des Oberleitungsbus Bologna.

### Bahnverkehr
Das an der Eisenbahnachse Berlin–Palermo gelegene Bologna ist einer der wichtigsten Eisenbahnknoten Italiens, an dem gleich mehrere Hauptstrecken aus verschiedenen Himmelsrichtungen miteinander verknüpft sind. Von Nordwesten kommend erreichen die Bahnstrecke Mailand–Bologna und die parallel dazu geführte Schnellfahrstrecke Mailand–Bologna die Stadt, die hier jeweils an die südwärts führende Bahnstrecke Bologna–Florenz und die Schnellfahrstrecke Bologna–Florenz anschließen. Von Norden mündet die Bahnstrecke Verona–Bologna in den Knotenpunkt, von Nordosten die Bahnstrecke Padua–Bologna, von Südosten die Bahnstrecke Bologna–Ancona. Neben diesen viel befahrenen Hauptbahnen münden im Ballungsraum zudem weitere Strecken von kleinregionaler Bedeutung, nämlich die Bahnstrecke Pistoia–Bologna, die Bahnstrecke Casalecchio–Vignola und die Bahnstrecke Bologna–Portomaggiore.
Im Personenverkehr ist der wichtigste Bahnhof der Stadt der Hauptbahnhof Bologna Centrale. Dieser wurde 1864 errichtet und schon zehn Jahre später von Gaetano Ratti neu konstruiert. 1926 wurde er um die westlichen Bahnsteige erweitert, 1934 auch auf der östlichen Seite. 2013 wurde der ergänzende Tiefbahnhof für Hochgeschwindigkeitsverkehr Bologna Centrale AV (AV für Alta Velocità) eröffnet. Der Rangierbahnhof Bologna San Donato an der Umgehungsbahn (Cintura) im Nordosten der Stadt hatte eine für Rangierbahnhöfe sehr seltene kopfförmige Anlage. Er war der größte Rangierbahnhof Italiens. Heute befindet sich dort ein Eisenbahn-Versuchsgelände.
Abgesehen von den Schnellfahrstrecken werden alle oben genannten Strecken auch für das Nahverkehrssystem Servizio ferroviario metropolitano di Bologna genutzt. Ein neues innerstädtisches Netz der Straßenbahn Bologna befindet sich im Aufbau.

### Flugverkehr

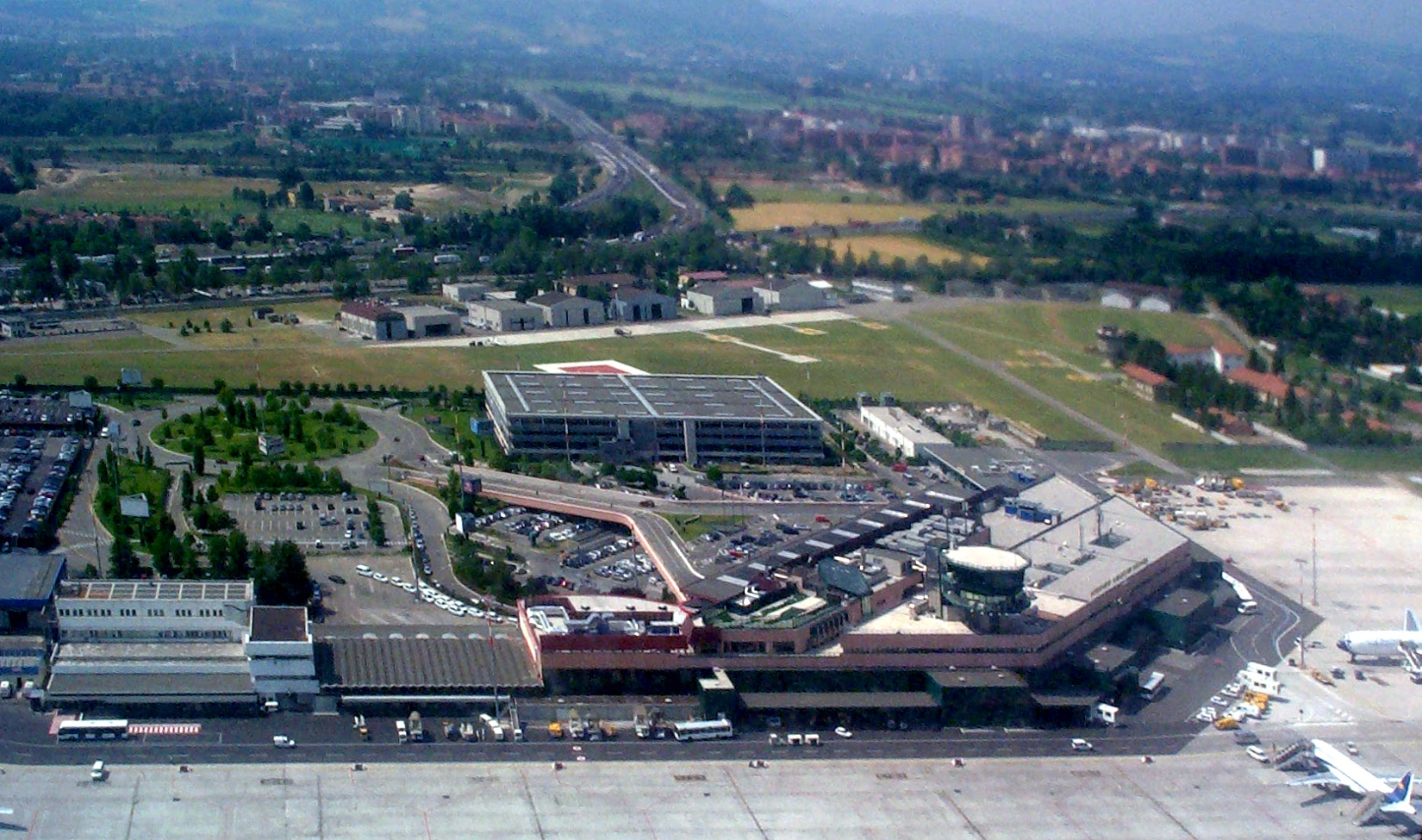
Flughafen Bologna

Der Flughafen Bologna im Nordwesten der Stadt ist durch verschiedene Fluggesellschaften auch aus dem deutschen Raum national und international gut angebunden. Einige Billigfluggesellschaften frequentieren den zirka 60 km entfernten Flughafen Forlì als Flughafen Bologna-Forlì.

## Wirtschaft
Bologna und Umgebung ist ein Schwerpunkt des Maschinenbaus, unter anderen wurden Maserati und Ferrari in Bologna gegründet.
Im Stadtteil Borgo Panigale ist der italienische Motorradhersteller Ducati Motor Holding S.p.A. beheimatet.
Die Firma Carrellificio Emiliano S.p.A. (CESAB) – traditioneller Hersteller von Fördertechnik und Gabelstaplern – wurde 1942 gegründet.

## Sport
Bekanntester Fußballverein der Stadt ist der siebenmalige italienische Meister FC Bologna, der vor allem in der Zeit vor dem Zweiten Weltkrieg zu den erfolgreichsten Italiens gehörte. Er trägt seine Heimspiele im Stadio Renato Dall’Ara aus, das bei zwei Fußball-Weltmeisterschaften Spielstätte war, und spielt nach einem Abstieg 2013/14 in die Serie B, seit der Saison 15/16 wieder in der erstklassigen Serie A. Im Basketball ist die Stadt mit Virtus und Fortitudo Heimat zweier Vereine, die auf nationaler wie kontinentaler Ebene Erfolge vorweisen können.

## Persönlichkeiten
Bekannte Persönlichkeiten der Stadt sind in der Liste von Persönlichkeiten der Stadt Bologna aufgeführt.

## Städtepartnerschaften

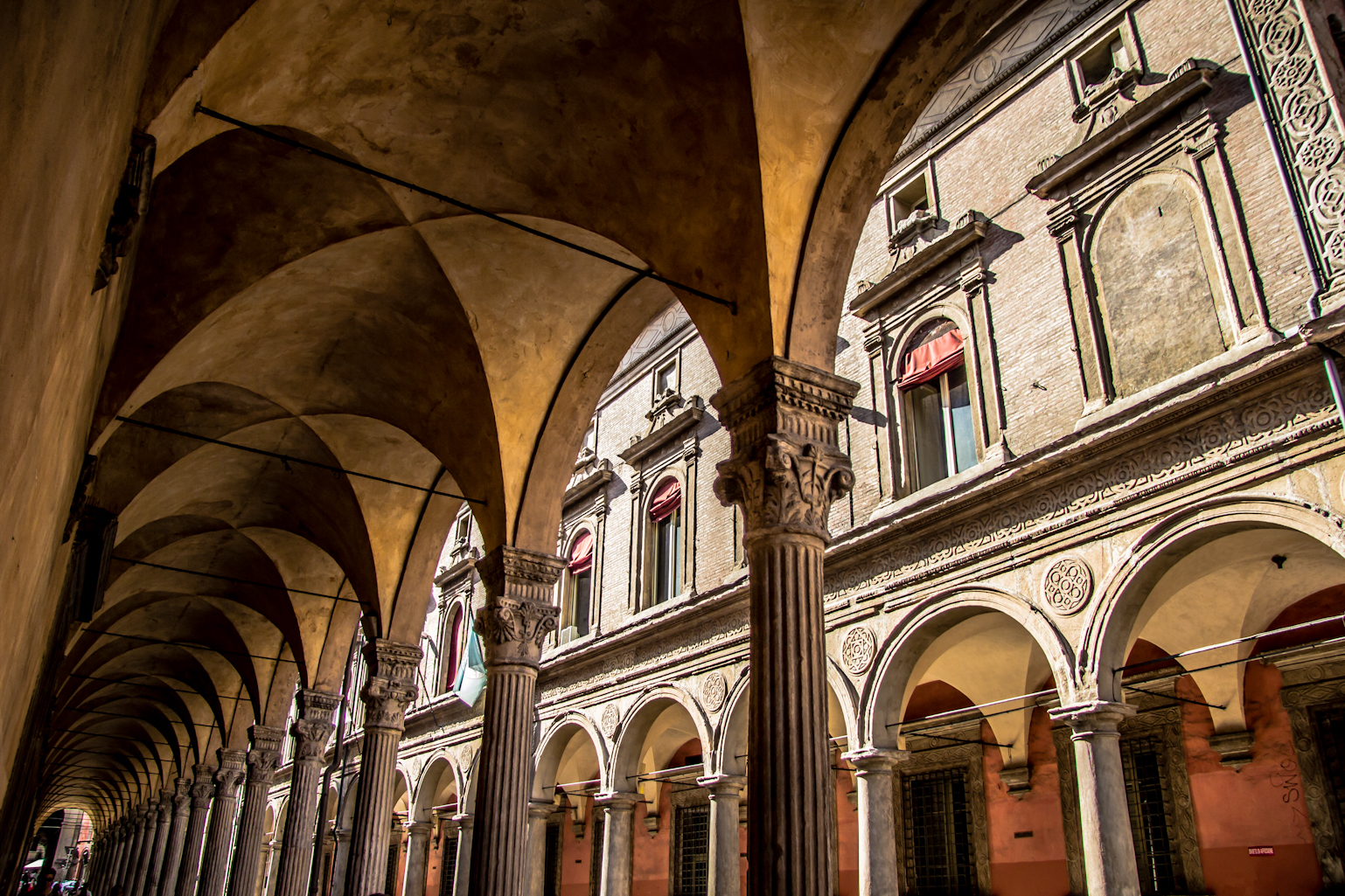
Via Zamboni

- Charkiw, Ukraine, seit 5. August 1966
- Coventry, Vereinigtes Königreich, seit 21. April 1984
- La Plata, Argentinien, seit 23. November 1988
- Leipzig, Deutschland, seit 2. März 1962
- Saint-Louis, Senegal, seit 9. Dezember 1991
- Saint-Louis, USA, seit 30. Juli 1987
- San Carlos, Nicaragua, seit 21. Mai 1988
- Thessaloníki, Griechenland, seit 29. Oktober 1981
- Toulouse, Frankreich, seit 23. November 1981
- Tuzla, Bosnien und Herzegowina, seit 21. Juli 1994
- Valencia, Spanien, seit 27. März 1976
- Zagreb, Kroatien, seit 5. Mai 1963

## Trivia
- Bologna wird auch la grassa („die Fette“) genannt wegen des gehaltvollen Essens, für das die Stadt berühmt ist. Weitere Beinamen sind la rossa („die Rote“) wegen der roten Ziegel der Häuser und der vorherrschenden politischen Richtung, sowie, wegen der berühmten Universität, la dotta („die Gelehrte“). Ferner wird Bologna auch la turrita genannt, nach den vielen Geschlechtertürmen, von denen die meisten erst Ende des 19. Jahrhunderts zerstört wurden.
- Der Asteroid des äußeren Hauptgürtels (2601) Bologna wurde am 8. April 1982 nach der Stadt benannt.[25]
- Im Jahr 2000 war Bologna Kulturhauptstadt Europas.
- Der Feinkostladen Ceccarelli in der Via Pescherie Vecchie ist seit dem Erfolg des Lieds Bologna der Band Wanda, in dem eine „Tante Ceccarelli“ besungen wird, Ziel von Fans der Gruppe.[26][27]